# Quilmes

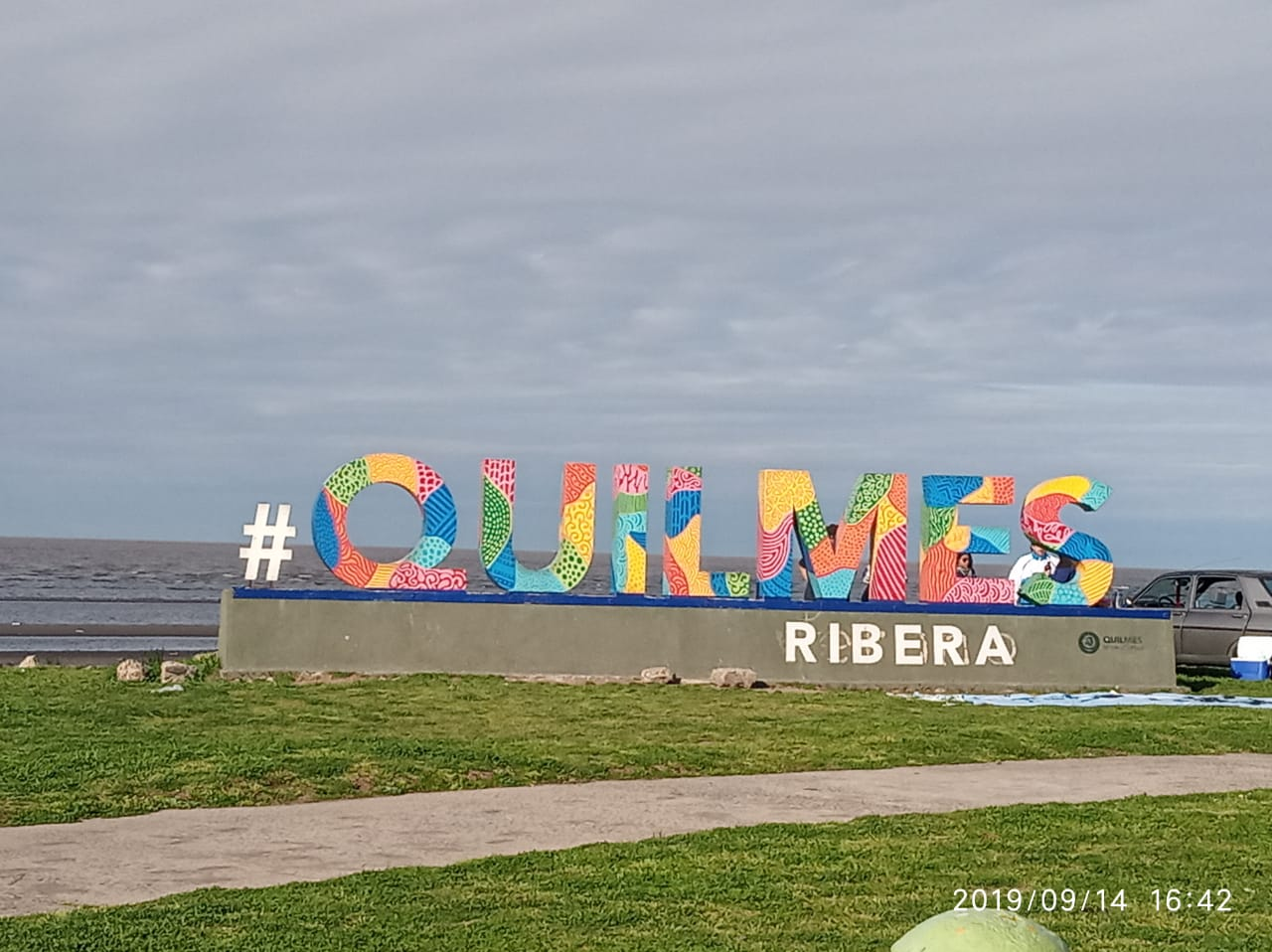
Ribera de Quilmes

Quilmes es una ciudad argentina ubicada sobre la costa del Río de la Plata, en el sudeste del área metropolitana de Buenos Aires, a 19 km de su acceso más cercano a la Ciudad Autónoma de Buenos Aires. Es la cabecera del partido homónimo y una de las ciudades más antiguas de la provincia, tras haber sido fundada en el año 1666. Su población la ubica en el séptimo lugar a nivel provincial y en el decimoctavo en todo el país.

## Toponimia
En 1665, los Kilmes, una comunidad indígena de la actual provincia de Tucumán, fueron deportados por los españoles. Llegaron a la costa de la provincia de Buenos Aires en 1666 y formaron la primera población al sur del Riachuelo: la Reducción de la Santa Cruz de los Kilmes (castellanizado a Quilmes). De ahí el nombre con el que la ciudad es conocida hoy.

## Historia
Durante la segunda fundación de Buenos Aires, en 1580, Juan de Garay realizó una distribución de las tierras entre las 65 personas que lo acompañaban. El territorio donde ahora se encuentra Quilmes fue entregado a Pedro Quirós. Con la llegada de los Kilmes en 1666, se estableció la primera población de la zona. A lo largo de los años posteriores, la población no indígena aumentó considerablemente.
Por un decreto del 14 de agosto de 1812, el Primer Triunvirato declaró extinta la Reducción de los Kilmes. En el mismo decreto, Quilmes fue declarado como pueblo libre. Por lo tanto, los pocos indígenas que quedaban pasaron a ser considerados iguales a los demás ciudadanos.
En el año 1818, el agrimensor Francisco Mesura dibujó el primer mapa de la ciudad de Quilmes, que prevalece hasta la fecha con algunas variaciones.
La primera escuela primaria fue establecida en 1827 y un año después se construyó la primera iglesia. El ferrocarril llegó en 1872.
En vista del notorio progreso de la ciudad, en el año 1880 se presentó la candidatura de Quilmes para ser la futura capital de la provincia de Buenos Aires. Pero las evidentes carencias mostradas por las diferentes candidatas incluyendo Quilmes hicieron que finalmente se optara por la construcción de una nueva ciudad, la actual capital La Plata.
Ocho años más tarde, el alemán Otto Bemberg fundó en París la Brasserie Argentine Société Anonyme y eligió a la ciudad de Quilmes para ubicar sus instalaciones y comenzar con la producción en 1890. Así nació la cerveza Quilmes, que poco más de un siglo después llevaría el nombre de la ciudad y del pueblo que le dio origen al resto del mundo, gracias a las exportaciones a Estados Unidos y Europa.
El 2 de agosto de 1916 se produjo un importante acontecimiento, ya que el gobernador de la provincia de Buenos Aires Marcelino Ugarte, mediante la promulgación de la ley N.º 3627, elevó oficialmente a la categoría de ciudad al pueblo de Quilmes.

### Fundación
Si bien la ordenanza N.º 835, sancionada el 6 de julio de 1935, declaraba al 14 de agosto de 1669 como la presunta fecha en la que se estableció la Reducción, hubo una rectificación. El 21 de julio de 1937 se sancionó una nueva ordenanza (la N.º 1023) por la cual se estableció que la fecha en la que se formó la primera población fue el 14 de agosto de 1666. Esa es, entonces, la fecha oficial por la que se celebran los aniversarios de la ciudad.
No obstante, no se trata de la fecha exacta, ya que no existen certezas. Al tomar como referencia las diferentes afirmaciones y documentaciones que se conocen, se corroboró que el día de la declaración de Pueblo Libre (14 de agosto) coincidía aproximadamente con las mismas. Por eso es que se combinó con el año de la llegada de los kilmes para obtener una fecha conmemorativa.

## Geografía

### Ubicación
La ciudad está ubicada sobre la costa del Río de la Plata. A unos 2 km de la misma, una barranca la eleva a 17 metros sobre el nivel del mar.
Ocupa la mayor parte del partido y limita al noroeste con la ciudad de Bernal y los partidos de Lanús y Avellaneda; al sudoeste con los partidos de Lomas de Zamora y Almirante Brown; al sudeste con las localidades de Solano, Villa La Florida, Ezpeleta y con el partido de Florencio Varela y Berazategui ; y al noreste, con el Río de la Plata.

### Clima
Es de tipo templado pampeano (Cfa, subtropical húmedo en la Clasificación climática de Köppen), modificado por la urbanización, si bien por lo general la temperatura es de dos a tres grados más baja que en la Ciudad de Buenos Aires por las mañanas, aunque las máximas son similares. El promedio del mes de enero es de 25 °C y el de julio es de 11 °C. En verano las temperaturas pueden trepar a 35 °C y en invierno pueden descender a 0 °C. La humedad por lo general es alta, por lo que puede sentirse más calor o más frío que la temperatura real. Las precipitaciones son de unos 1061 mm anuales.
| Parámetros climáticos promedio de Quilmes (2008-2023)                                       | Parámetros climáticos promedio de Quilmes (2008-2023) | Parámetros climáticos promedio de Quilmes (2008-2023) | Parámetros climáticos promedio de Quilmes (2008-2023) | Parámetros climáticos promedio de Quilmes (2008-2023) | Parámetros climáticos promedio de Quilmes (2008-2023) | Parámetros climáticos promedio de Quilmes (2008-2023) | Parámetros climáticos promedio de Quilmes (2008-2023) | Parámetros climáticos promedio de Quilmes (2008-2023) | Parámetros climáticos promedio de Quilmes (2008-2023) | Parámetros climáticos promedio de Quilmes (2008-2023) | Parámetros climáticos promedio de Quilmes (2008-2023) | Parámetros climáticos promedio de Quilmes (2008-2023) | Parámetros climáticos promedio de Quilmes (2008-2023) |
| Mes                                                                                         | Ene.                                                  | Feb.                                                  | Mar.                                                  | Abr.                                                  | May.                                                  | Jun.                                                  | Jul.                                                  | Ago.                                                  | Sep.                                                  | Oct.                                                  | Nov.                                                  | Dic.                                                  | Anual                                                 |
| ------------------------------------------------------------------------------------------- | ----------------------------------------------------- | ----------------------------------------------------- | ----------------------------------------------------- | ----------------------------------------------------- | ----------------------------------------------------- | ----------------------------------------------------- | ----------------------------------------------------- | ----------------------------------------------------- | ----------------------------------------------------- | ----------------------------------------------------- | ----------------------------------------------------- | ----------------------------------------------------- | ----------------------------------------------------- |
| Temp. máx. abs. (°C)                                                                        | 39.9                                                  | 38.3                                                  | 38.5                                                  | 32.2                                                  | 27.9                                                  | 24.7                                                  | 25.6                                                  | 30.3                                                  | 31.5                                                  | 34.8                                                  | 36.5                                                  | 38.4                                                  | 39.9                                                  |
| Temp. máx. media (°C)                                                                       | 30.4                                                  | 29.2                                                  | 26.4                                                  | 22.7                                                  | 18.8                                                  | 16.0                                                  | 15.7                                                  | 18.1                                                  | 19.5                                                  | 22.4                                                  | 26.2                                                  | 28.4                                                  | 22.8                                                  |
| Temp. media (°C)                                                                            | 25.1                                                  | 24.2                                                  | 21.6                                                  | 18.3                                                  | 15.0                                                  | 11.9                                                  | 11.5                                                  | 13.2                                                  | 15.2                                                  | 17.5                                                  | 21.1                                                  | 23.8                                                  | 18.2                                                  |
| Temp. mín. media (°C)                                                                       | 19.8                                                  | 18.9                                                  | 16.7                                                  | 13.8                                                  | 11.3                                                  | 8.0                                                   | 7.9                                                   | 9.1                                                   | 11.8                                                  | 12.8                                                  | 15.9                                                  | 17.9                                                  | 13.6                                                  |
| Temp. mín. abs. (°C)                                                                        | 11.9                                                  | 8.7                                                   | 7.7                                                   | 4.4                                                   | 1.2                                                   | -0.5                                                  | -1.0                                                  | 0.1                                                   | 2.0                                                   | 3.6                                                   | 6.7                                                   | 8.7                                                   | -1.0                                                  |
| Precipitación total (mm)                                                                    | 86.2                                                  | 130.4                                                 | 84.1                                                  | 86.8                                                  | 79.2                                                  | 53.6                                                  | 83.3                                                  | 65.4                                                  | 79.2                                                  | 115.0                                                 | 103.6                                                 | 94.2                                                  | 1061                                                  |
| Horas de sol                                                                                | 393                                                   | 294                                                   | 310                                                   | 300                                                   | 294                                                   | 270                                                   | 256                                                   | 302                                                   | 300                                                   | 349                                                   | 345                                                   | 372                                                   | 3785.9                                                |
| Humedad relativa (%)                                                                        | 68.0                                                  | 74.6                                                  | 76.9                                                  | 77.8                                                  | 84.2                                                  | 80.6                                                  | 82.4                                                  | 80.2                                                  | 77.8                                                  | 76.5                                                  | 71.4                                                  | 68.3                                                  | 76.6                                                  |
| Fuente n.º 1: Estación Meteorológica Quilmes - Período 2008-2015                            |                                                       |                                                       |                                                       |                                                       |                                                       |                                                       |                                                       |                                                       |                                                       |                                                       |                                                       |                                                       |                                                       |
| Fuente n.º 2: Facultad de Agronomía (Universidad de Buenos Aires) - Horas de Sol - Año 2008 |                                                       |                                                       |                                                       |                                                       |                                                       |                                                       |                                                       |                                                       |                                                       |                                                       |                                                       |                                                       |                                                       |

### Sismicidad
La región responde a la «subfalla del río Paraná», y a la «subfalla del río de la Plata», con sismicidad extremadamente baja; y su expresión se produjo el 5 de junio de 1888 (137 años), a las 3:20 UTC-3, con una magnitud de 5,5 en la escala de Richter.
El día 30 de noviembre del 2018, se produjo un nuevo sismo con una magnitud de 3,8 en la escala de Richter a las 10:27 UTC-3.

## Demografía

### Población
Quilmes, según el último censo (INDEC, 2022), cuenta con un total de 631.774 habitantes. A diferencia del censo anterior, este muestra toda la población dividida por ciudades y barrios.
De acuerdo a los resultados del (INDEC, 2010) la población total del partido era de 582.943 habitantes (281.928 hombres y 301.015 mujeres). A diferencia del censo anterior, en este no se muestra la población de cada localidad individualmente, por lo que no hay datos actuales de la ciudad.
De acuerdo a los resultados del Censo 2001, la localidad de Quilmes contaba con 230.810 habitantes, repartidos 111.575 en Quilmes Este y 119.235 en Quilmes Oeste (48% y 52%). Esta población conforma un 45% del total del partido, del cual es la ciudad más poblada.
- Densidad de población: 4.089,9 hab./km²
- No existen zonas rurales
- El analfabetismo es inferior al 2,5%, la población con necesidades básicas insatisfechas llega al 21% y la mortalidad infantil al 17,7%

## Gobierno
El sistema de gobierno de Quilmes está encabezado por un intendente municipal elegido por los vecinos y que gobierna por un periodo de cuatro años.
Principales dependencias municipales que se observan:
Las áreas de gobierno de la intendencia son:
-Jefatura de Gabinete área responsable de asistir a la Intendenta en la coordinación general de la gestión municipal. Promueve la articulación de las distintas Secretarías del Municipio, alineando las políticas e iniciativas y verificando su coherencia integral con miras a consolidar un gobierno municipal moderno, inclusivo y sustentable.
-Secretaria de Hacienda se encarga de la política financiera, económica, contable y presupuestaria del municipio.
Entre otras competencias, lleva adelante la administración de los recursos físicos y financieros del Estado municipal, el diseño de la estrategia de recaudación, la coordinación de las actividades relativas a las compras y contrataciones y el cumplimiento de los requerimientos de los organismos provinciales y nacionales en la mate
-Secretaria Legal y Técnica asume la representación y defensa del municipio de Quilmes en las diferentes instancias judiciales y actuaciones extrajudiciales en las que forma parte, asesorando y dictaminando ante las consultas legales que le son formuladas.
Asimismo, interviene en el análisis y asesoramiento jurídico de los procedimientos legales, proyectos normativos, actos administrativos, convenios y asuntos que son de competencia del ejecutivo municipal, garantizando la legalidad y el respeto a las normas constitucionales de todos los actos de gobierno.
-Secretaria de Salud es responsable de la implementación de un modelo de salud que promueva la cobertura y el acceso universal a servicios de atención de calidad.
Con ese objetivo, promueve la ejecución de un plan integral que incluye la promoción de la salud, la prevención de las enfermedades, la organización de la atención en función de las necesidades poblacionales, el fortalecimiento de los equipos, la mejora de las condiciones edilicias y la generación de redes con otros Municipios, Provincia y Nación.
-Secretaria de Niñez y Desarrollo Social lleva adelante políticas de fortalecimiento del ingreso, aumento de la cobertura y la inversión social, garantizando el acceso de toda la comunidad a los derechos sociales, con especial atención en la población que se encuentra en situación de mayor vulnerabilidad: niños, desocupados, adultos mayores y personas con discapacidad.
Asimismo, se ocupa de implementar programas, proyectos, acciones y servicios que promueven los derechos de los niños, niñas y adolescentes, generando espacios de atención, acompañamiento y vinculación institucional.
-Secretaria de Derechos Humanos tiene como objetivo primordial promover la efectiva vigencia de los derechos humanos, a través de la prevención, promoción y protección de los mismos y la generación de espacios abiertos, participativos, inclusivos y plurales.
Esta área interviene también en la asistencia jurídica a vecinos y vecinas de bajos recursos del distrito y en la elaboración de mecanismos alternativos de resolución de conflictos, resguardando las garantías y los derechos de la ciudadanía.
-Secretaria de Mujeres y Diversidades formula y ejecuta políticas públicas de promoción de derechos de las mujeres y diversidades y lleva adelante programas de prevención de la violencia de género, produciendo información estadística respecto de la atención a mujeres, trans* y travestis en situación de violencia.
Esta Secretaría promueve el fortalecimiento de los espacios de participación, brinda asistencia técnica y profesional y monitorea el cumplimiento de ordenanzas municipales, convenios, leyes provinciales y nacionales y demás instrumentos legales relativos a cuestiones de género.
-Secretaria de Educación, Culturas y Deportes es el área responsable de formular y ejecutar las políticas y programas dirigidos a garantizar el acceso a una educación de calidad, la democratización de la cultura y la promoción y difusión del deporte en todas sus áreas, desarrollando políticas activas de inclusión para toda la comunidad de Quilmes.
-Secretaria de Desarrollo Urbano y Obra Publica se encarga de la planificación, ejecución y control de las políticas dirigidas a generar una mejor integración socio-espacial del distrito, interviniendo a fin de solucionar las problemáticas urbano ambientales, con adhesión y participación activa por parte de la comunidad.
Esta secretaría busca brindar la infraestructura y los servicios necesarios para que las y los quilmeños puedan desarrollar sus actividades de manera plena, ordenada y segura para lo cual participa o asesora en la ejecución de las obras públicas. Además, otorga la aprobación y lleva a cabo el registro de todas las obras e instalaciones nuevas o remodeladas del partido.
-Secretaria de Servicios Públicos lleva adelante políticas que mejoren la prestación de los servicios públicos esenciales para la vida de la comunidad de Quilmes, interviniendo en el control de aquellos que son de su competencia y planificando las obras de recuperación del espacio público y mantenimiento de la higiene urbana.
Asimismo, participa del análisis, diagnóstico, desarrollo e implementación de los instrumentos necesarios para el cumplimiento de los Códigos de Planeamiento vigentes.
-Secretaria de Desarrollo Económico Sustentable promueve el desarrollo económico local en un marco de pleno cuidado del medio ambiente.
Partiendo de un diagnóstico integral de la estructura económica del distrito, fomenta la generación de políticas que impulsen la producción, la industrialización, la expansión de la inversión, las exportaciones y el empleo formal en el distrito, incentivando el asociativismo y la articulación con el sector académico. Además, trabaja para simplificar y agilizar los trámites administrativos y legales en el área de su competencia.
-Secretaria de Seguridad y Ordenamiento Urbano tiene a su cargo el desarrollo de las políticas de seguridad pública y ciudadana y defensa civil con el objetivo de brindar protección integral a la ciudadanía, en cumplimiento con la normativa legal vigente y los convenios suscriptos.
Asimismo, participa en el procedimiento de emisión de las licencias de conducir, y ejecuta y supervisa las acciones destinadas a la atención de las emergencias que se producen en el ámbito territorial del municipio.
-Secretaria de Comunicación y Relaciones Institucionales se encarga de las políticas de información y difusión de los actos de gobierno y de los servicios a la comunidad del ejecutivo municipal.
Asimismo, es responsable de promover el fortalecimiento de los espacios de participación y organización social, propiciando el diálogo de los vecinos y organizaciones del sector público, privado y de la sociedad civil con el Estado municipal, así como también de desarrollar una estrategia de internacionalización que permita fortalecer la inserción regional y global de Quilmes.
-Agencia de Fiscalización y Control es responsable de promover y asegurar la legalidad y seguridad de las actividades económico-sociales del distrito, a través de su control en el marco de la legislación vigente.
Con ese objetivo, tiene a su cargo la habilitación y fiscalización de los comercios e industrias y el diseño e implementación de las políticas de control de las actividades comunitarias y en la vía pública del partido.(Datos de Municipalidad de Quilmes página oficial)
-Secretaría de Gestión Integral de Residuos Solidos Urbanos lleva adelante la planificación y administración del sistema de recolección de residuos sólidos generados en el distrito. Tiene como ejes principales de sus funciones la sustentabilidad ambiental y la disminución de la cantidad de residuos generados y dispuestos.

## Economía

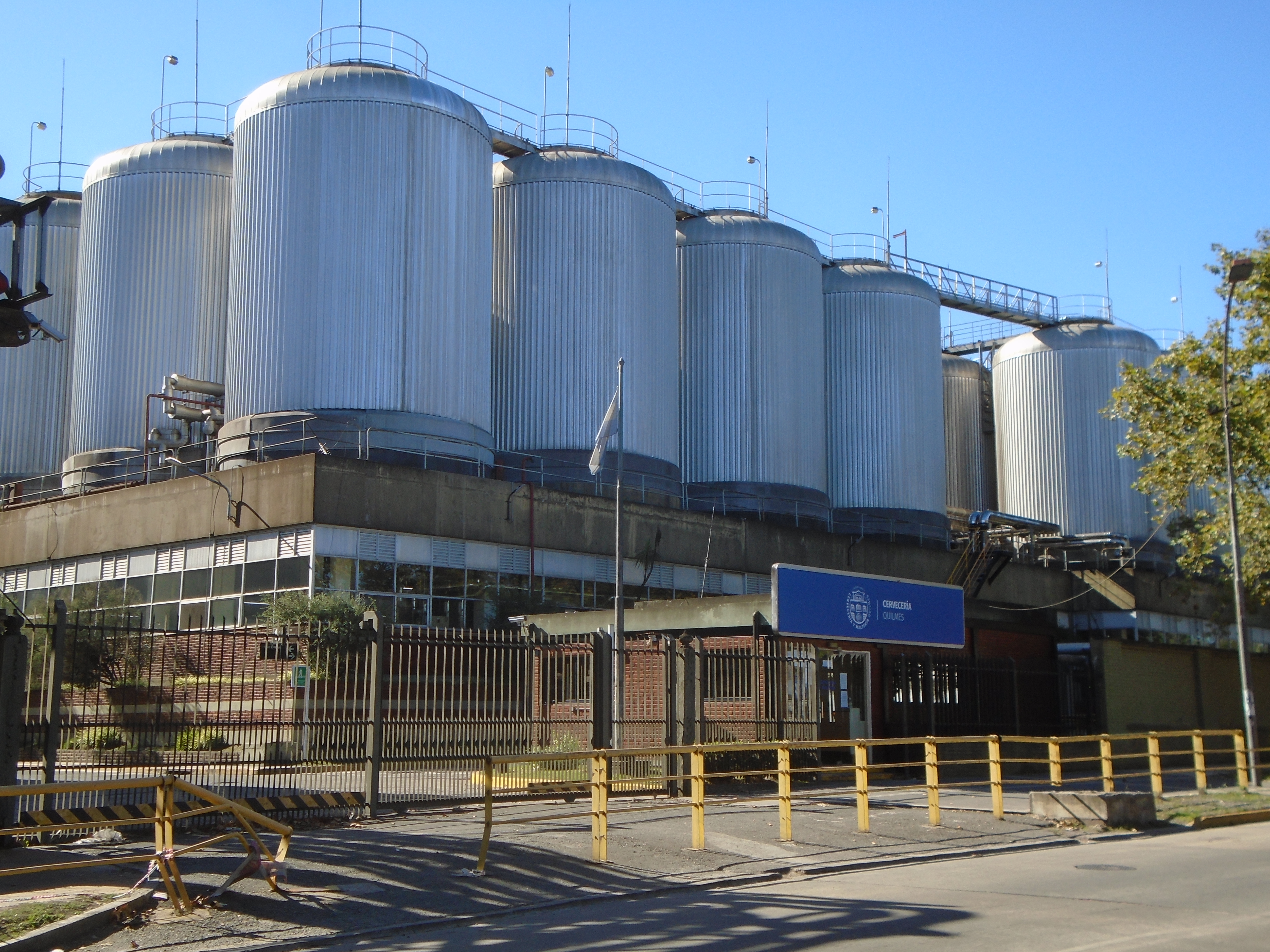
Planta de la Cervecería y Maltería Quilmes.

### Industria
Es la principal fuente de ingresos de la ciudad. Actualmente existe una notable cantidad de industrias, siendo la más importante la Cervecería y Maltería Quilmes, de relevancia nacional e internacional.
Otras fábricas locales son Cattorini Hnos. (vidrio), Sempere S.A. (del área de climatización), Fox (equipamientos deportivos), Esferomatic (válvulas), Algomec S.R.L. (accesorios forjados para cañerías de alta presión), Plásticos Romano (envases industriales), Prensadora Quilmes (metalúrgica), Cerámica Quilmes (ladrillos), Capitán del Espacio (alfajores), Gramma Plásticos (envases farmacéuticos), Ammaturo S.A. (Ingeniería y Sistemas de Transporte y automación)
Entre las internacionales encontramos a las estadounidenses Sealed Air (sistemas de empaque), Grace (productos químicos para la construcción), Visteon (autopartista; cerró en 2014), entre otras.

#### Laboratorios
También existen algunos laboratorios industriales, como es el caso del local Drawer (medicamentos hospitalarios) y el danés Chr. Hansen (industria alimenticia).

## Infraestructuras

### Salud
Hospitales           
El municipio cuenta con tres hospitales:
- Hospital Sub-Zonal Materno Infantil Dr. Eduardo Oller (San Francisco Solano)

- Hospital Zonal General de Agudos Dr. Isidoro Iriarte (Quilmes Este)

- Centro integral de salud, diagnóstico y rehabilitación Julio Méndez (Bernal)

Salas de salud:
Se dividen en:
-Centros de Resolución Inmediata
- Cuentan con radiología, laboratorio y consultorios externos. Son el primer nivel de referencia de los CAPS(Centros de Atención Primaria de la Salud).
- Centro Asistencial Modelo Don Bosco (sin internación)
- Instituto Municipal de Medicina Preventiva Dr. Ramón Carrillo - Dispensario Municipal

-Centros de Atención Primaria en Salud (CAPS)-Unidades Sanitarias - Son los efectores encargados de resolver la demanda espontánea de la población en su área de influencia y de ejecutar los programas de Promoción y Prevención de la Salud.
- 2 Avenidas
- 2 de Abril
- 25 de Mayo
- 8 de Octubre I
- 8 de Octubre II
- Alicia Franco
- Antártida Argentina
- B. Houssay
- Bernal Oeste
- C.I.C. La Paz
- Cañada Gaete
- C.I.C. Santo Domingo
- D. Paroissiend
- Dr. A. Illia
- Dr. R. Favaloro
- Dreymar
- El Hornero
- El Progreso
- Elías Tanus
- Elustondo
- Eva Perón
- Gral. Belgrano
- Islas Malvinas
- Isidoro Iriarte
- La Florida
- La Matera
- La Paz
- La Primavera
- La Ribera
- La Sarita
- La Vera
- Los Eucaliptus
- Los Fresnos
- María Eva
- Monteverde
- San Martin
- V. Augusta
- V. del Carmen
- V. Luján
- Villa Alcira
- Villa Azul
- Villa Itatí II

Centros de vacunación:

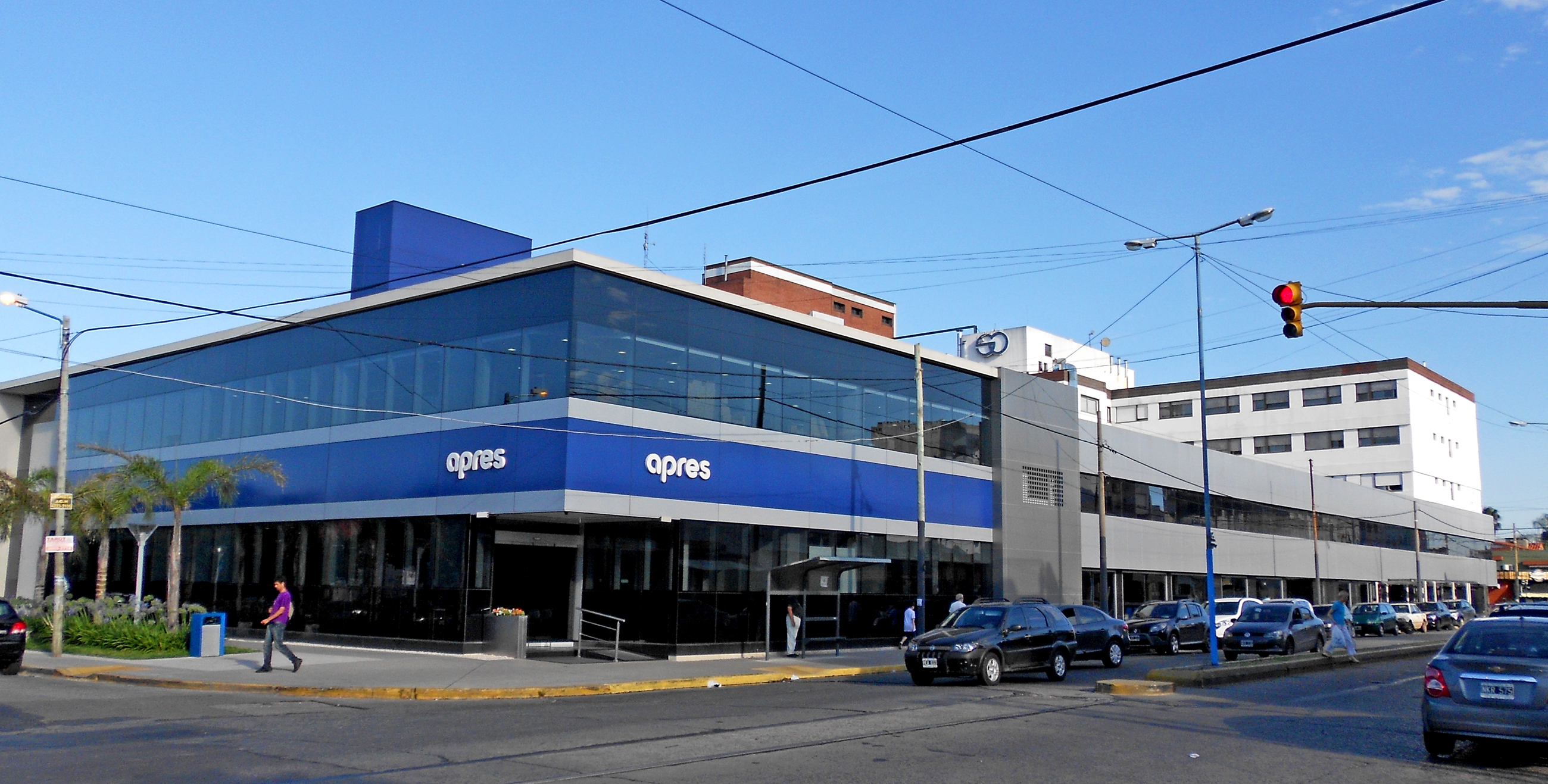
Sanatorio Modelo Quilmes, junto al edificio de administración central de Apres, empresa de cobertura médica.

El municipio no cuenta con Centros de Vacunación con esa única función, todos los centros de salud mencionados arriba incluidos los Hospitales cuentan con Vacunatorio.
Clínicas y Sanatorios Privados

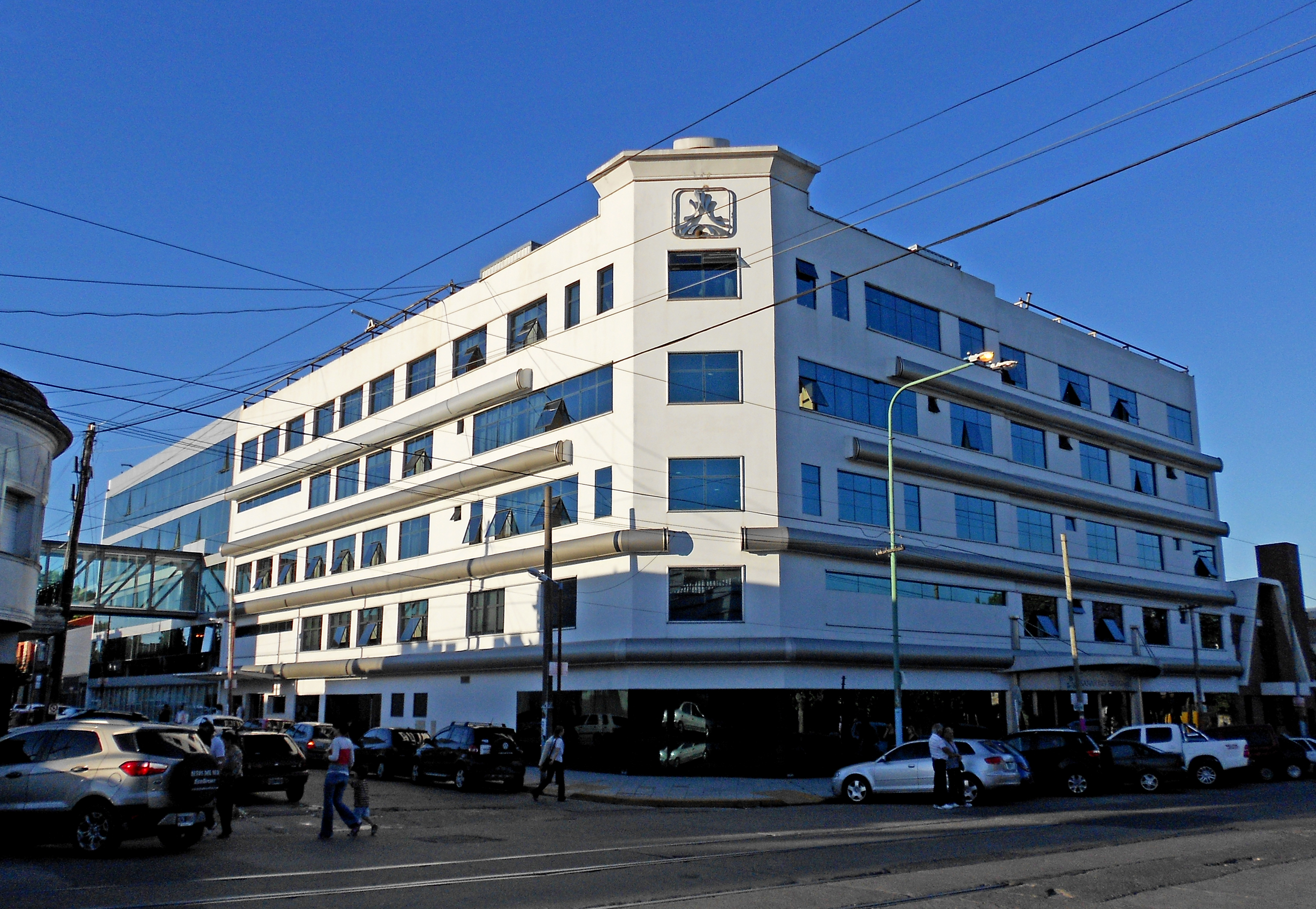
Sanatorio de la Trinidad Quilmes.

El Municipio cuenta con 32 clínicas y sanatorios de gestión privada (obras sociales y obras prepagas), entre las más conocidas se encuentran, Sanatorio Trinidad Quilmes, Clínica Modelo Quilmes, Clínica del Niño, Clínica Calchaquí, Clínica Belgrano y Sanatorio Urquiza. También en la ciudad existen dos clínicas oftalmológicas de renombre, como la Clínica del Ojos Quilmes y la Clínica de ojos Santa Lucía y unas 60 farmacias.(datos de Municipalidad de Quilmes página oficial).

### Transporte

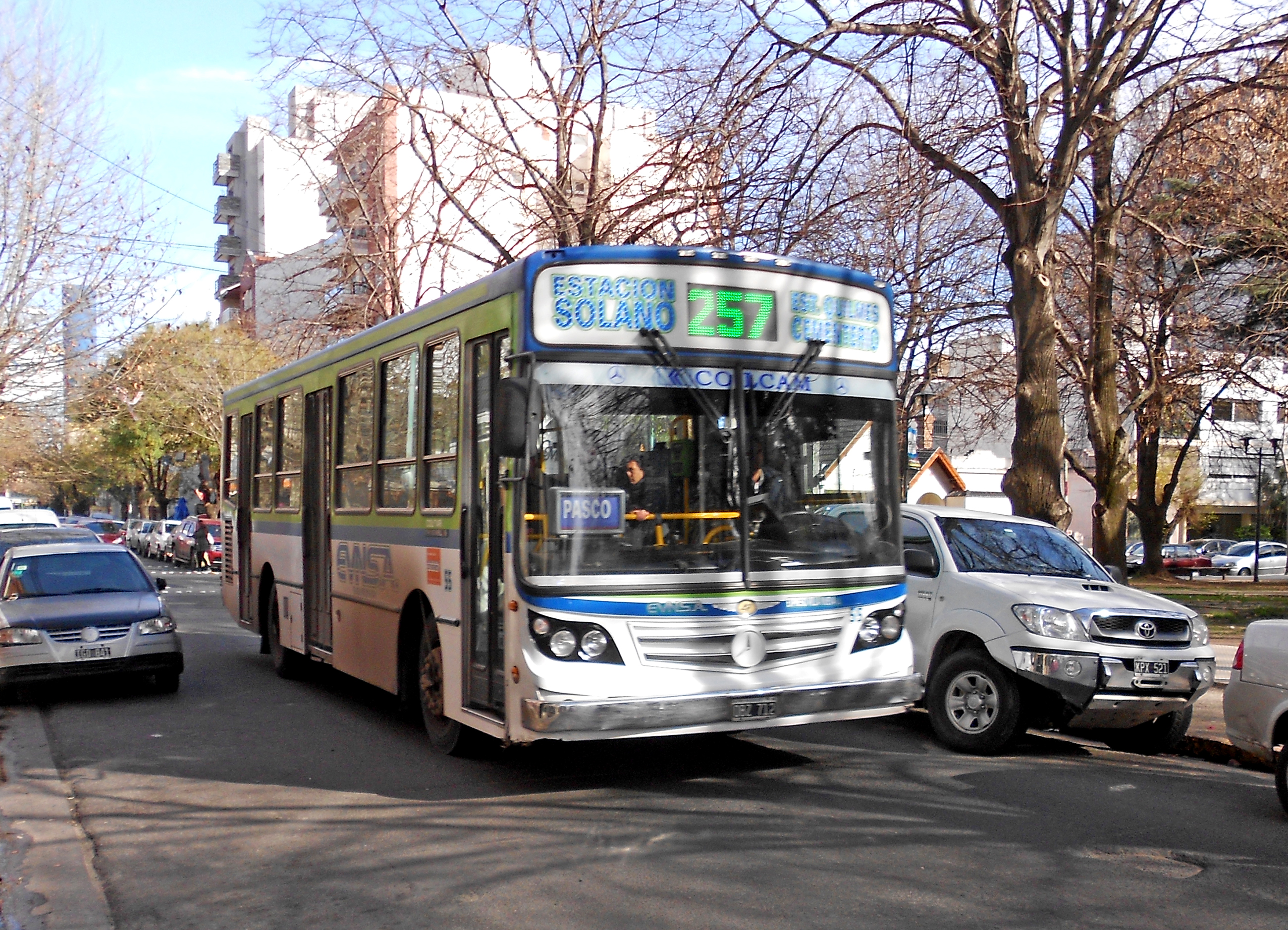
Unidad de la línea 257, ramal Pasco.

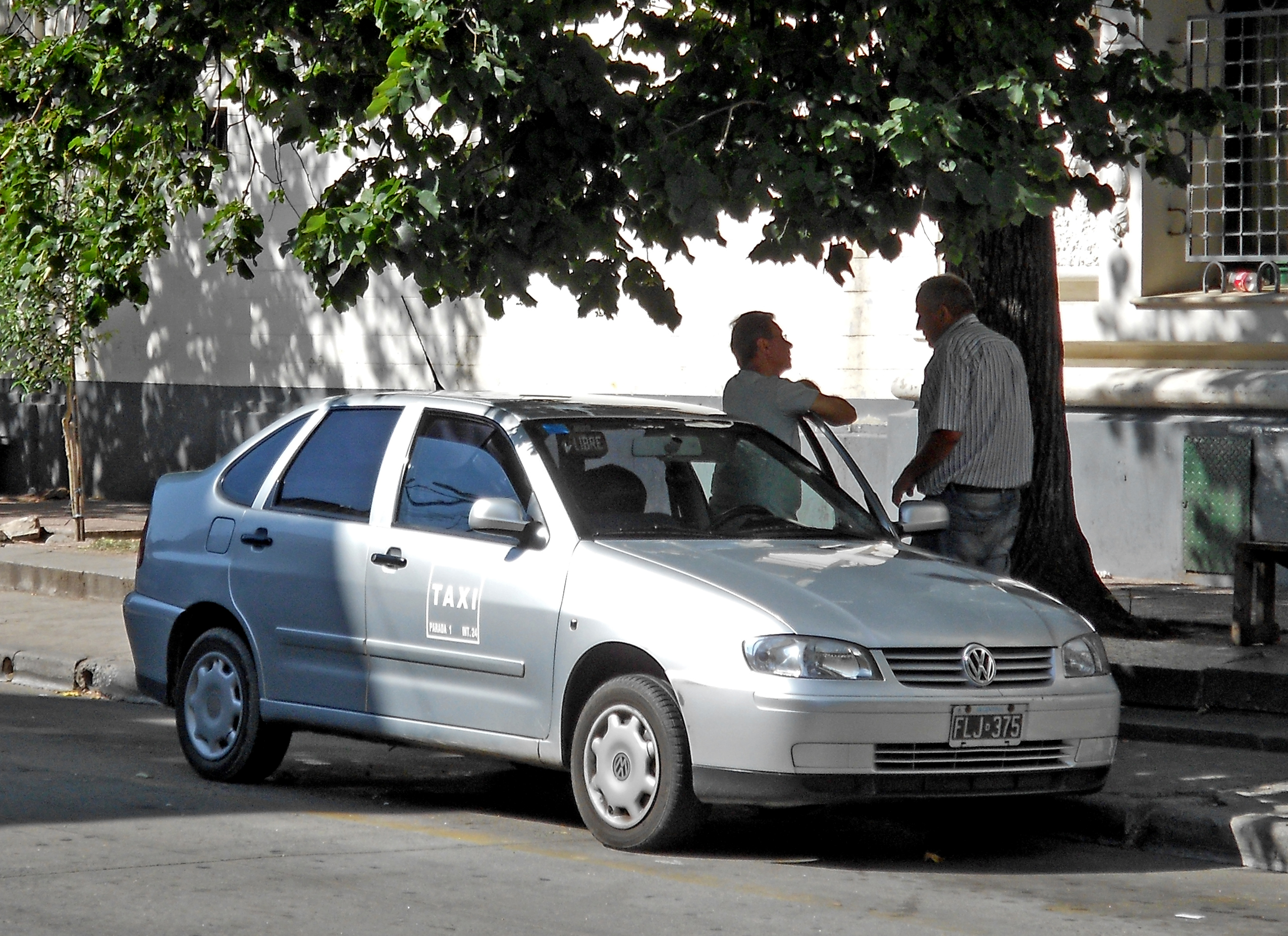
Taxi local frente a la estación del ferrocarril Roca.

#### Transporte terrestre
Colectivos: Es el medio de transporte público de mayor uso. Existen al menos 18 líneas de colectivos que circulan por la ciudad y no solo atraviesan todos los puntos del partido sino que también se extienden hasta los partidos vecinos. Ocho de esas líneas llegan hasta la Ciudad de Buenos Aires. La más antigua es la línea 22, que comenzó con el servicio de tranvías en 1905, uniendo Quilmes con el barrio porteño de Retiro.
Remises: Los remises constituyen el segundo medio de transporte público más usado para moverse dentro de la ciudad y las zonas aledañas. Generalmente no llevan ninguna identificación que los distinga de un auto común, pero no es extraño ver una calcomanía en alguno de sus vidrios con el logo o el nombre de la empresa. Pueden tomarse directamente en alguna de las agencias o solicitar el servicio por vía telefónica. Las principales remiserías cuentan con vehículos modernos y en excelentes condiciones y sus choferes llevan una vestimenta formal.
Taxis: A diferencia de las principales ciudades, los taxis no son un medio de transporte muy extendido fuera de ellas. Para tomar un taxi en la ciudad de Quilmes hay que ir hasta una de las cuatro paradas, ubicada una de ellas frente a la estación, otra frente al complejo Coto-Showcase Cinemas, la tercera frente al Sanatorio Modelo Quilmes y la última frente a la estación de ómnibus. Se identifican por el color plateado (en ocasiones gris) y, aunque últimamente es menos frecuente, un recuadro de color blanco sobre las puertas delanteras, con la leyenda "Taxi" y algunos datos de la unidad.

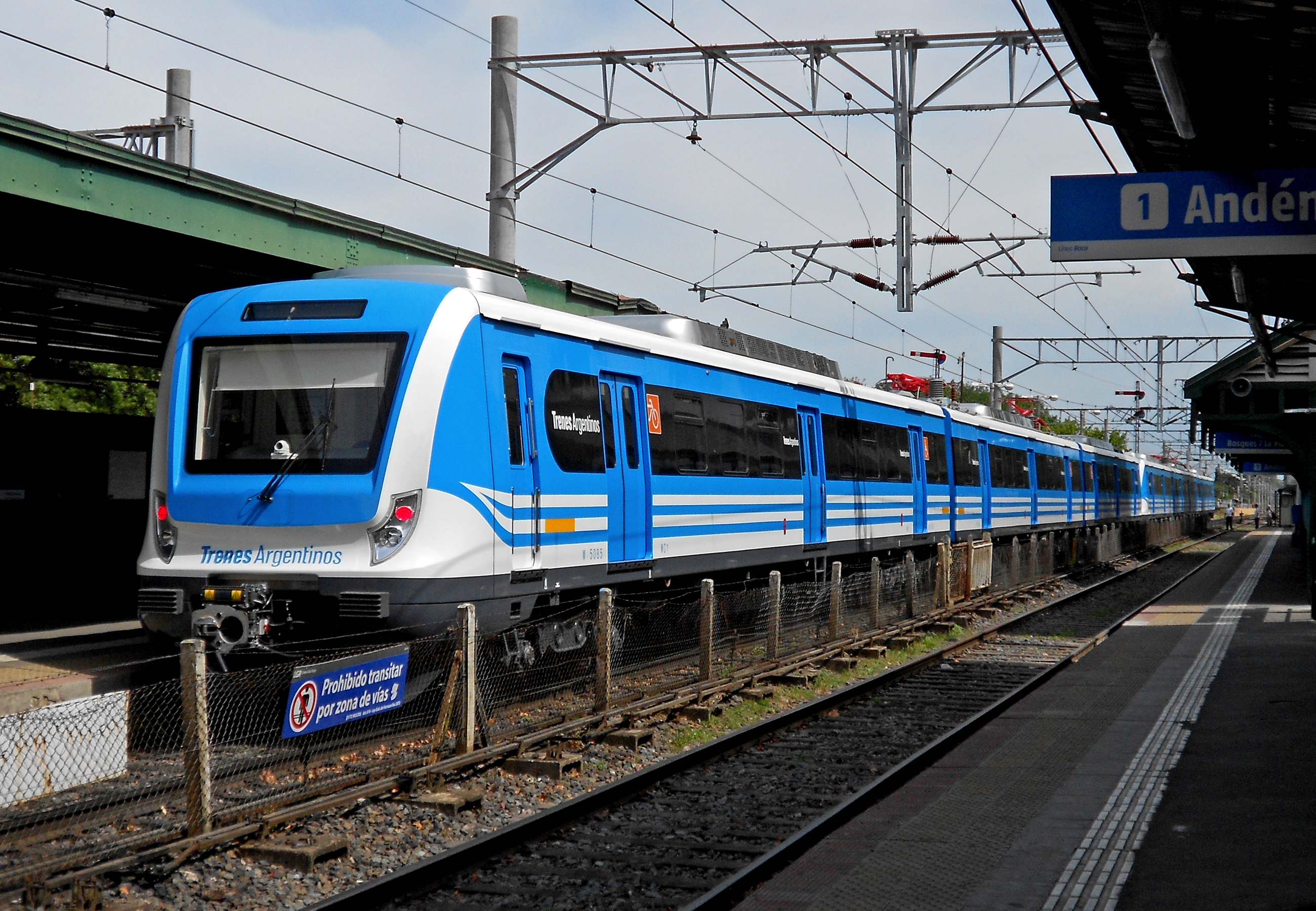
Formación de la Línea Roca, pasando por la estación Quilmes.

Ferrocarril: El servicio de trenes corresponde a la Línea Roca y une la ciudad de Quilmes con las dos capitales, Buenos Aires y La Plata, pasando por las localidades quilmeñas de Don Bosco, Bernal y Ezpeleta. A partir del 15 de febrero del año 2016 comenzaron a funcionar las formaciones eléctricas CSR, en reemplazo de las diésel.

##### Vías de acceso
- Autopista Buenos Aires-La Plata.
- Puente Pueyrredón-Avenida Mitre-Avenida Belgrano-Triángulo de Bernal: continuar por Dardo Rocha o Avenida los Quilmes.
- Puente Nicolás Avellaneda-Acceso Sudeste-Autopista Buenos Aires-La Plata (Quilmes Centro) o continuar por Acceso Sudeste (Don Bosco-Bernal-Quilmes Oeste).
- Parada de Ómnibus de larga distancia en la Avenida 12 de Octubre y Avenida Calchaquí.
- Servicio de Chárteres Combi contratados desde y hacia Capital Federal.

#### Transporte fluvial
Se encuentra en construcción el puerto que permitirá unir la ciudad con Buenos Aires, mediante embarcaciones menores, así como también realizar paseos turísticos.

## Educación

### Básica y media
El sistema educativo de la ciudad cuenta con 158 establecimientos, de los cuales 76 son públicos y 82 son privados. Hay cuatro categorías: Escuela Primaria Básica (E.P.B.), Escuela Secundaria Básica (E.S.B.), Escuela de Enseñanza Media (E.E.M.) y Escuela de Educación Técnica (E.E.T.). La distribución de las mismas entre públicas y privadas es la siguiente:
Una gran cantidad de estos colegios han sobrepasado los 100 años de historia, siendo la escuela pública más antigua la N.º 1, de 1863.
Los más destacados en el ámbito estatal son el Normal (1912) y el Nacional (1922). Entre los colegios técnicos sobresale la E.E.S.T. N.º 7 "Taller Regional Quilmes" IMPA.
Entre los establecimientos privados, se destaca el exclusivo St. George's College (1898), del que surgieron algunos alumnos con cierta relevancia en el Reino Unido, como Sir Robert Malpas y Sir Alasdair Neil Primrose, 4.º Baronet. Allí fue maestro el escritor y aventurero suizo Aimé Félix Tschiffely.
Otros de los colegios privados tradicionales son el Quilmes High School (1907), el Colegio San José (1904), el Colegio Alemán Eduardo L. Holmberg (1898), el Instituto Inmaculada Concepción (1895) y el Instituto San Alfonso.

### Educación superior
El partido cuenta con varias instituciones de educación superior entre las que se destacan la Universidad Nacional de Quilmes y la Escuela Municipal de Bellas Artes "Carlos Morel" (EMBA). Esta última fue creada en 1944 y ofrece una numerosa cantidad de carreras artísticas en las áreas de Teatro, Música, Danzas Folclóricas y Artes Visuales.
Dentro de la educación terciaria, encontramos cinco institutos con carreras de orientación católica, como el Inmaculada Concepción y varios colegios superiores, como el Normal.
También encontramos el Instituto de formación docente y técnica n°83 Ubicado en la calle 844 n°2270

## Arquitectura y urbanismo

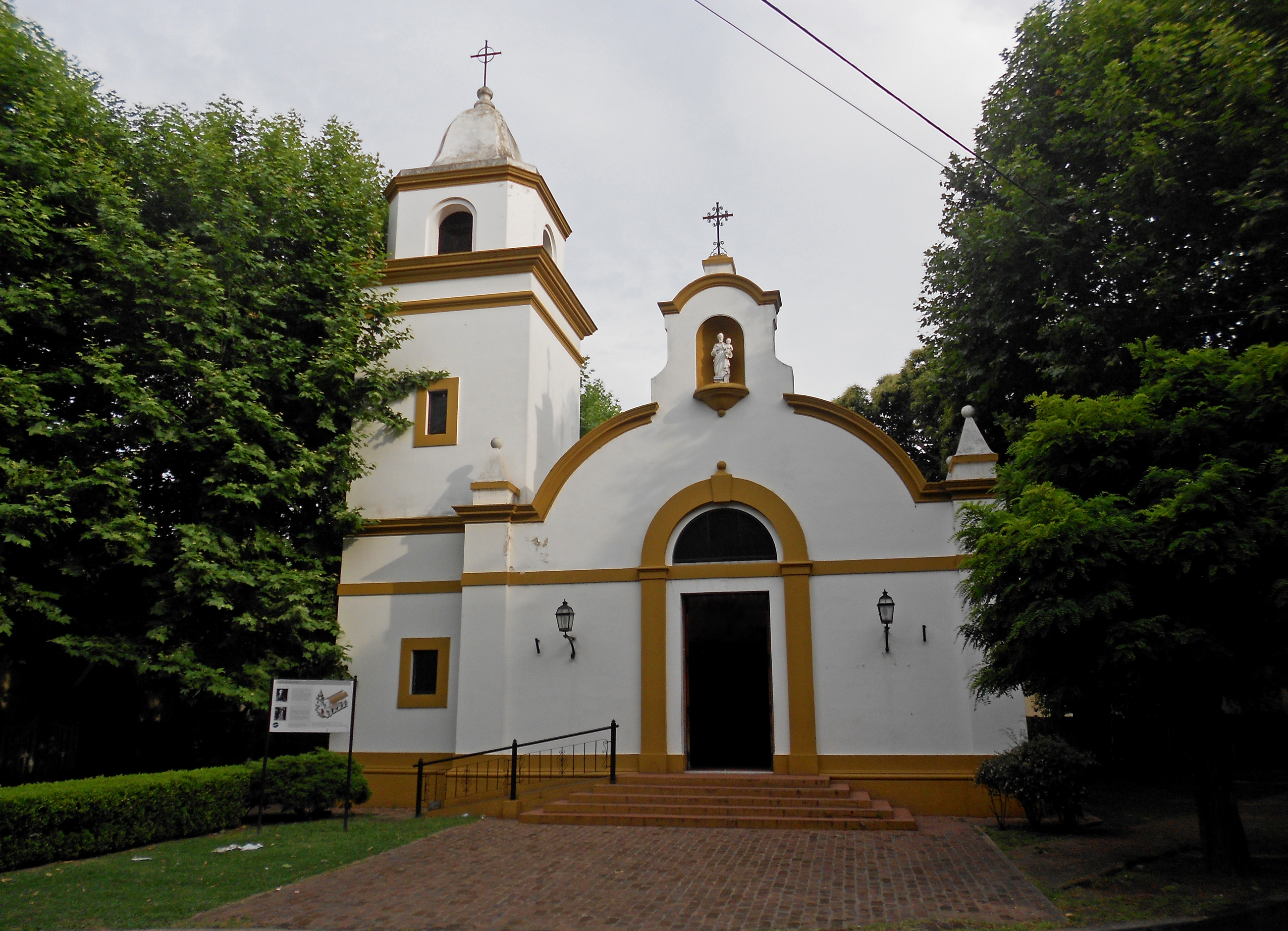
Capilla San José Obrero (1966), obra de Alejandro Bustillo.

El primer plano de la ciudad fue trazado en el año 1818 por el agrimensor Francisco Mesura. La base es la que aún hoy prevalece, con las modificaciones lógicas que trajo el tiempo.
A lo largo de la ciudad se pueden observar las únicas obras que dejaron los reconocidos arquitectos Alejandro Virasoro (junto a su hijo Carlos, ingeniero), Mario Roberto Álvarez, Alejandro Bustillo, Clorindo Testa (que realizó la remodelación del Hospital Isidoro Iriarte) y el inglés Paul Bell Chambers.

### Viviendas e influencia europea
Hacia fines del siglo XIX, la popularidad de Quilmes como ciudad balnearia trajo consigo la aparición de numerosas casonas de verano, con amplios jardines y otras comodidades. En esa época abundaban las viviendas tipo chorizo. Hasta las primeras décadas del siglo XX, además de las casas chorizo se destacaba una gran cantidad de chalets, muchos de los cuales sobreviven actualmente. Ambos tipos de viviendas se presentaban en estilos muy diversos, principalmente art déco, art nouveau, neogótico, neotudor e italianizante.

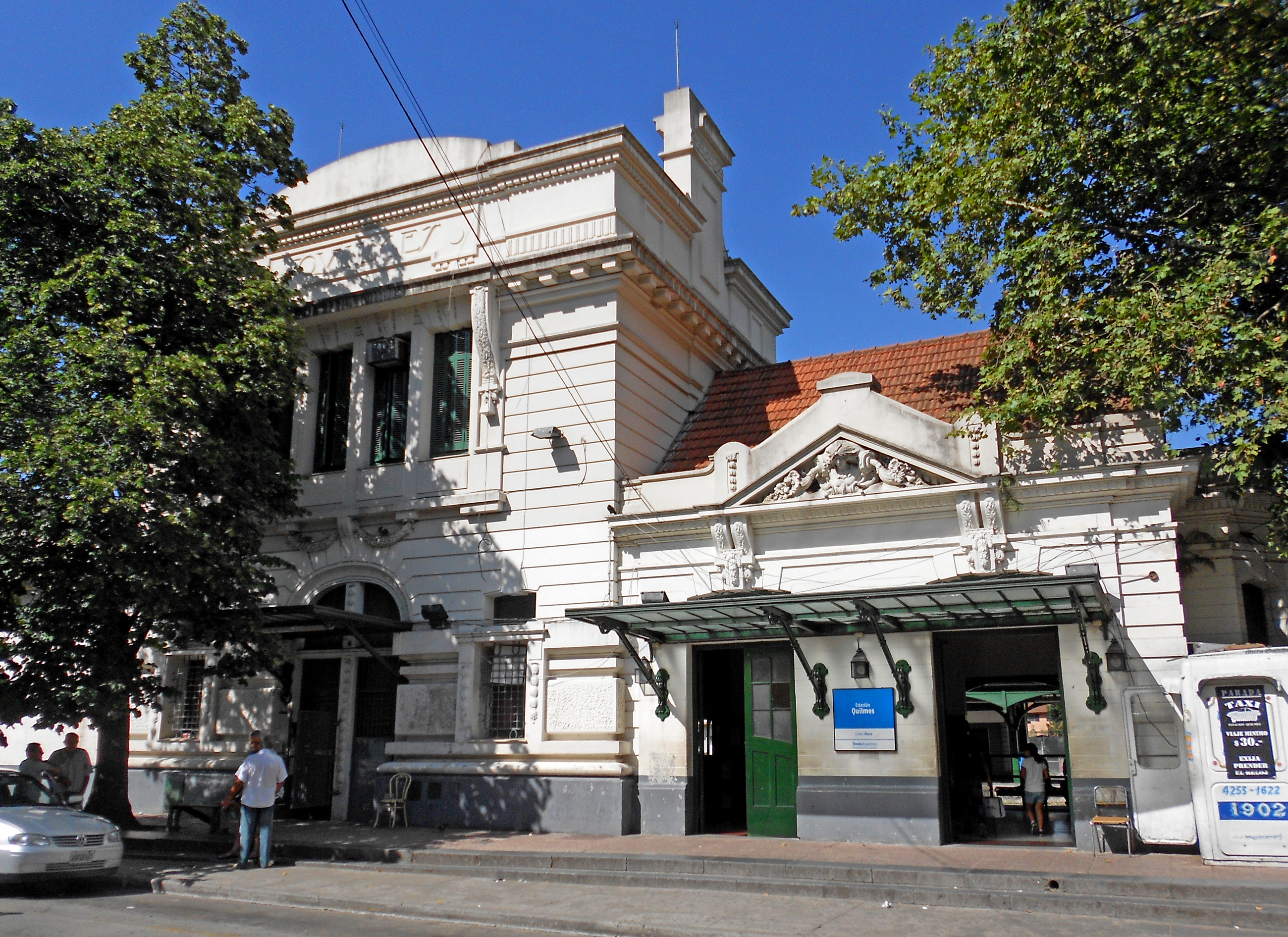
Estación Quilmes.

En 1910 y 1912 se construyeron los dos mayores exponentes de la arquitectura de la época en la ciudad: primero el edificio neoclásico de la escuela N.º 1 "Bernardino Rivadavia" y luego el segundo Palacio Municipal, de estilo academicista. Anteriormente, en 1908, se inauguró el actual edificio de la estación ferroviaria. Se trata de otro importante ejemplo arquitectónico, diseñado por Paul Bell Chambers, quien fue el autor de otros edificios remarcables en Buenos Aires, como la Estación Plaza Constitución, el Railway Building y el Banco de Boston.
En 1920, el alemán Otto Bemberg, fundador de la Cervecería Quilmes, proyectó el pintoresco barrio llamado Villa Argentina, destinado a los obreros de la mencionada fábrica de bebidas, que se inauguraría tres años más tarde. Todas sus viviendas, de similares características, responden al estilo conocido como colonial inglés. Bustillo fue el encargado de diseñar la pequeña capilla que allí se emplaza. El 13 de agosto del 2012, el barrio fue declarado Patrimonio Histórico de Quilmes.

### La construcción en altura

#### Los primeros edificios
La construcción de la cervecería en 1890 significó la llegada de los primeros edificios (industriales) de gran altura. Pero no fue hasta el año 1943 que apareció el primer edificio de viviendas de más de cinco pisos y ascensor. El Hotel Astrid (hoy Poland Hotel), de estilo racionalista con algo de streamline, fue en su momento un ícono quilmeño, con siete pisos y poco más de 30 metros de alto. Desde su terraza podía observarse toda la ciudad.
A partir de la década del 50 comenzaron a verse otros edificios de mayor altura, hasta llegar al Edificio Banco Avellaneda, de 18 pisos y cerca de 60 metros de alto, obra de 1958 del arquitecto Mario Roberto Álvarez.
Posteriormente se pueden mencionar la torre de la Municipalidad (1962), la Torre Cristóbal Colón (1974), las torres gemelas Plaza I y II (1979/80), la torre Videla II (1986) y el Edificio Mitre (1997), todos cercanos a los 70 metros, siendo actualmente los más altos de la ciudad y el partido.

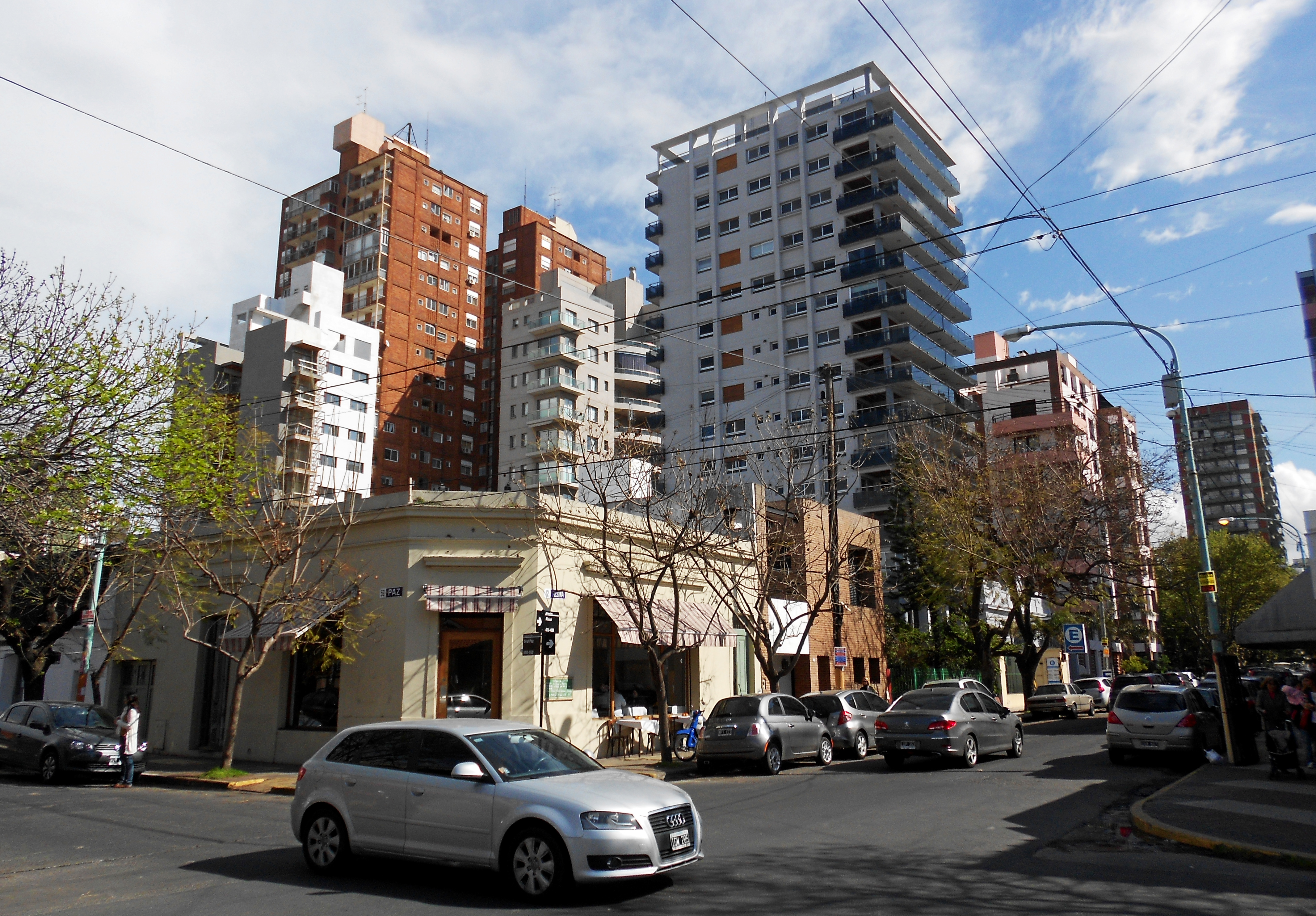
Vista de la esquina opuesta a la plaza principal, síntesis del avance de las construcciones modernas en los barrios antiguos del centro.

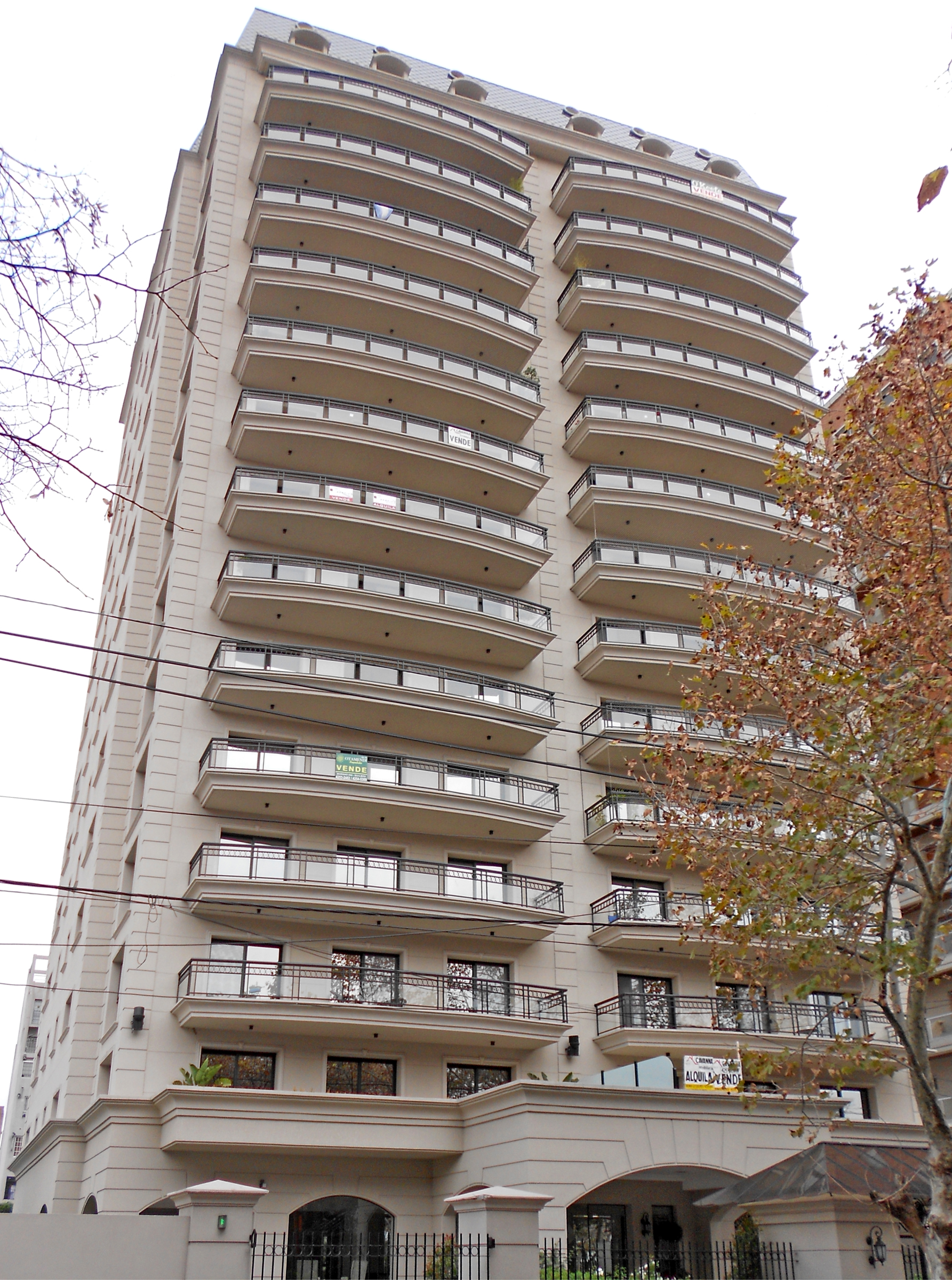
La torre Colón Palace, ubicada en la zona norte de la ciudad.

#### El bum inmobiliario
En la década de 1970, la construcción alcanzó uno de sus picos más altos. Para el final de esa década, la ciudad ya contaba con más de 60 edificios. Los 80 y los 90 fueron parejos entre sí, pero claramente inferiores a los años previos.
El boom propiamente dicho comenzó a mediados de la década del 2000, superando a la del 70, y se potenció a partir del 2010. En la actualidad, hay más de 500 edificios sólo en esta localidad, de los cuales la mitad supera los 35 metros de altura.
Sin embargo, han surgido algunos cuestionamientos por parte de vecinos y agrupaciones vecinales. A pesar de que la construcción de edificios se inició hace varias décadas, la ciudad mantenía un perfil de barrio tranquilo y de casas bajas fuera del centro.
Con el bum de las últimas dos décadas, los edificios se fueron multiplicando y, en lugar de crecer hacia arriba en la zona céntrica o en lugares preestablecidos, se fueron expandiendo horizontalmente hacia los barrios. Al no existir la infraestructura suficiente para soportar tanta cantidad de gente en tan poco espacio, los servicios básicos colapsaron. Pero el problema más grave es la demolición indiscriminada del patrimonio arquitectónico que le dio identidad a la ciudad, algo que se podría solucionar protegiendo dichas construcciones y liberando la altura en determinadas zonas, para promover el crecimiento vertical en un área más concentrada, en lugar de horizontal invadiendo zonas no aptas.

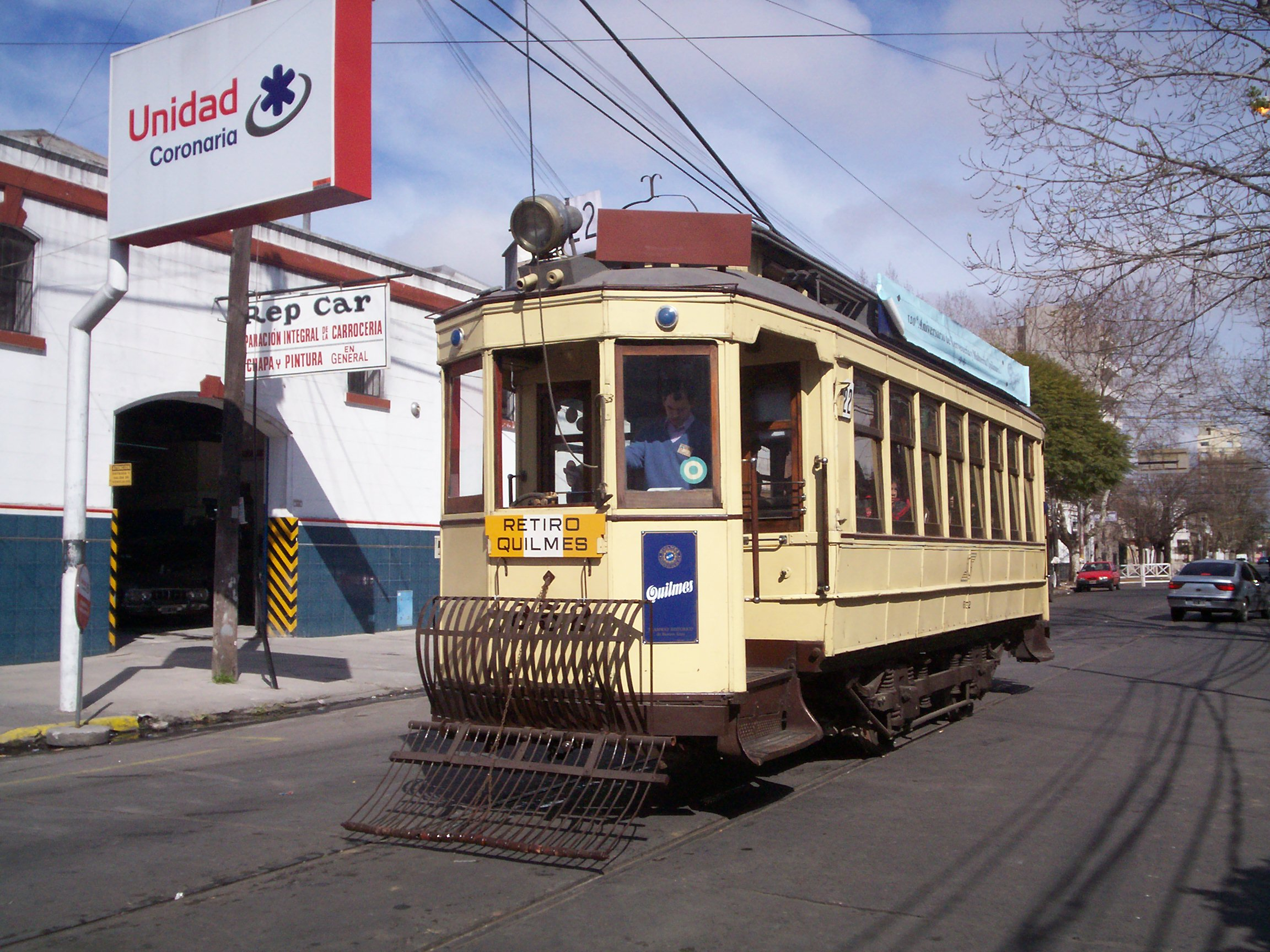
Tranvía de exhibición, en la esquina quilmeña de Brandzen y Mitre (2010).

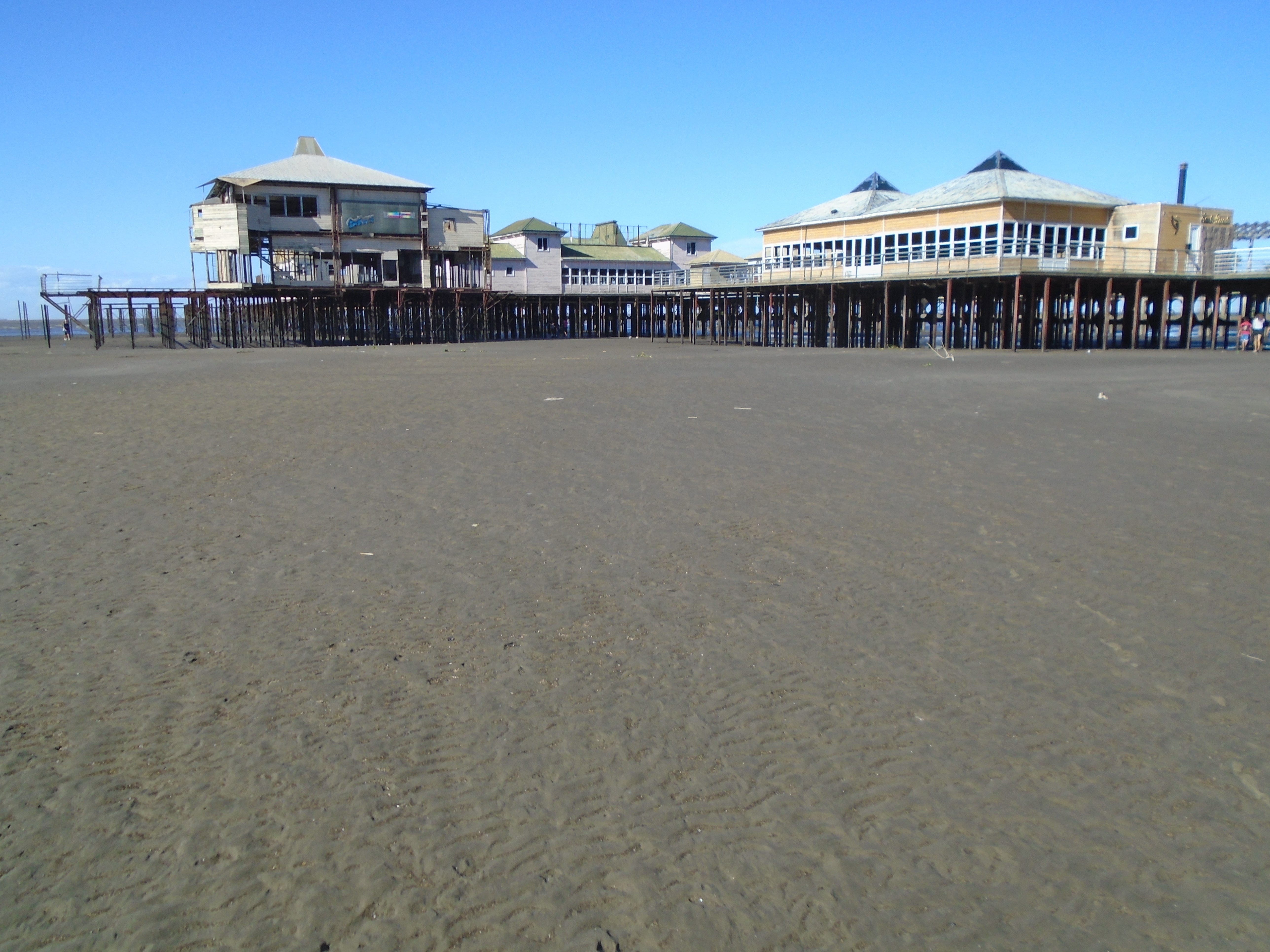
Espigón de pesca del Pejerrey Club.

## Turismo
Con la llegada del ferrocarril, en 1872, y del tranvía que conectaba la estación con la Ribera, un año más tarde, la costa de Quilmes se convirtió en un tradicional destino para los visitantes de la ciudad de Buenos Aires y sus alrededores.
En 1911 se iniciaron las obras para la construcción del que fuera el primer balneario de la República Argentina.
Para el año 1915, se agregaron la rambla y las instalaciones del balneario. La ciudad se terminaría de consolidar como lugar turístico con la construcción de las piletas de natación y la fundación del Pejerrey Club.
Durante todos esos años, Quilmes fue un sitio de veraneo frecuentado por la alta sociedad porteña. Era el destino de todos aquellos que, por diversas razones, no podían concurrir a otros balnearios más alejados.
En la actualidad, el avance de los asentamientos precarios y las décadas de abandono como consecuencia de la creciente contaminación del río dejaron atrás aquella época de esplendor.
A pesar de esto, miles de personas de la zona sur del Gran Buenos Aires visitan diariamente la costanera, que cuenta con una variada oferta gastronómica.
Por otro lado, se han iniciado los trabajos para la construcción del puerto, que permitirá unir a Quilmes con Buenos Aires por vía acuática.

### Lugares de interés
La ciudad cuenta con lugares emblemáticos y de interés para los eventuales visitantes.

Monumento a San Martín, en la plaza homónima.

#### Plaza San Martín
Es la principal del distrito y ya figuraba en el primer plano trazado en 1818, a cargo del agrimensor Francisco Mesura.
En ella se destaca el monumento al General José de San Martín, inaugurado en 1965.

#### La Manzana Histórica
Se encuentra frente a la plaza antes mencionada. La conforman el antiguo Palacio Municipal (actual Casa de la Cultura), la Catedral, la escuela N.º 1 y la Biblioteca Pública. Forman parte del Patrimonio Histórico de la ciudad.

#### Parque de la Cervecería y barrio Villa Argentina

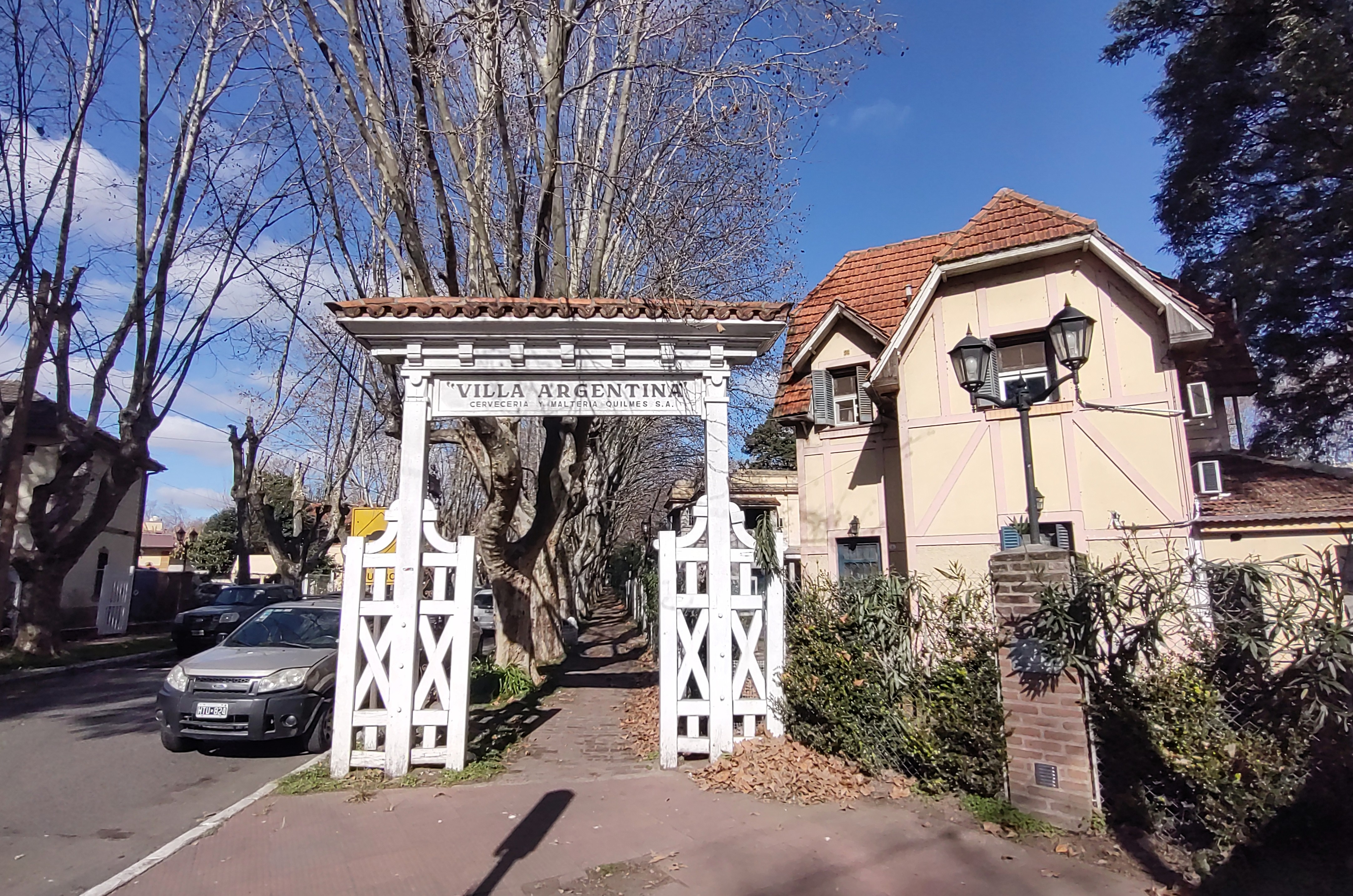
Entrada a la Villa Argentina

Otto Bemberg proyectó este gran parque recreativo junto al barrio destinado a los trabajadores de su fábrica.
El enorme predio cuenta con instalaciones deportivas, un restaurante y una asombrosa variedad de árboles y plantas, tanto autóctonas como foráneas.
El barrio se caracteriza por sus calles completamente arboladas y sus antiguos chalets de dos o tres plantas, pintados todos ellos en tonos de beige o crema. Gracias a sus particulares características, fue elegido como escenario principal de la miniserie Signos, protagonizada por Julio Chávez y transmitida por Canal 13 y TNT.

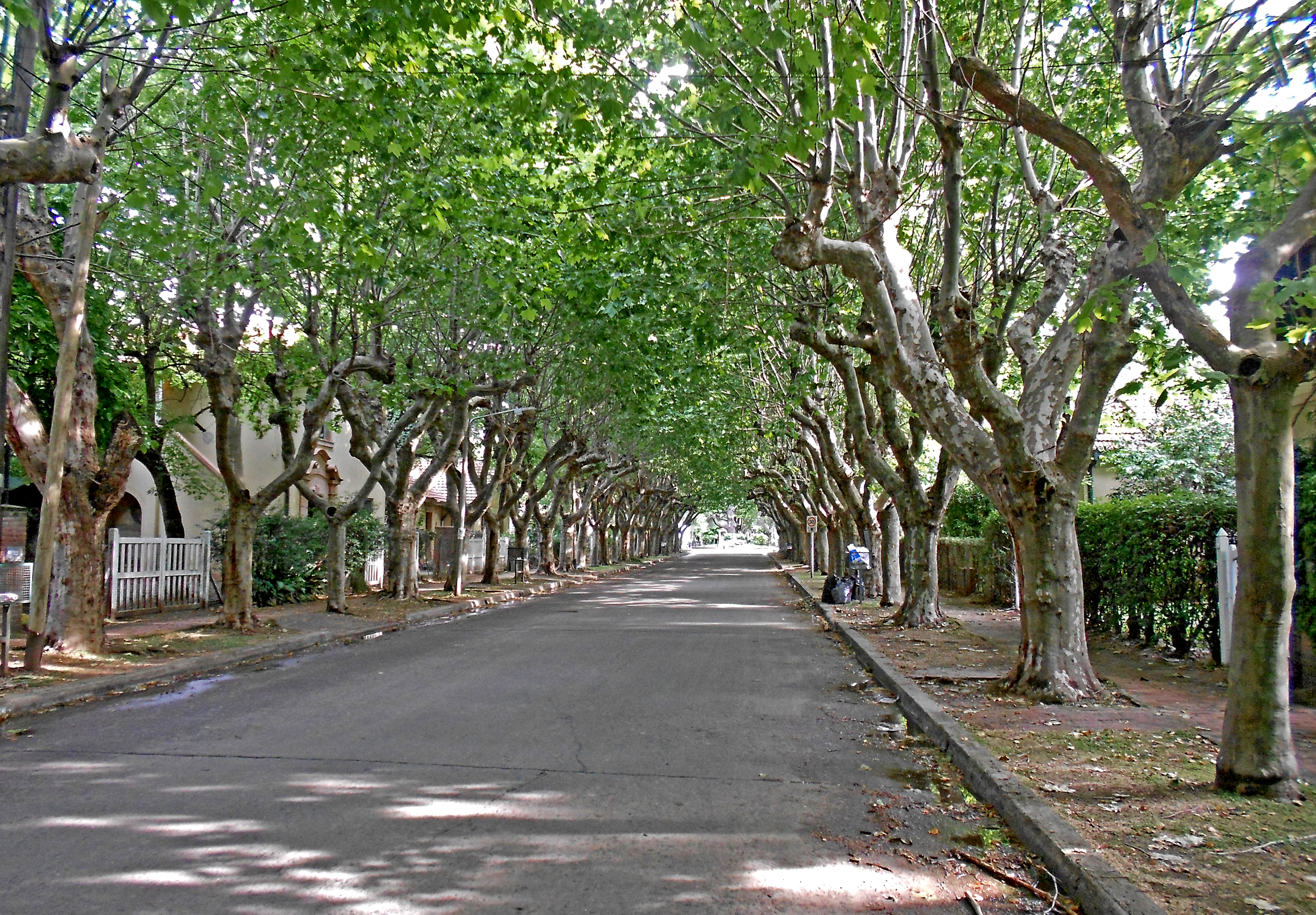
Típica calle arbolada en el barrio Villa Argentina.

#### Centro Tradicionalista Fortín Quilmes
Fue fundado el 9 de agosto de 1977 con el objetivo fundamental de mantener y difundir la tradición de las jineteadas, las corridas de sortija, el Pato (deporte nacional), la boleada de ñandú, los desfiles y las conferencias. Cuenta con un importante cuerpo de baile que realiza danzas folclóricas.

#### Club Ciclista Quilmes
Cuenta con una pista de Ciclismo en la que se realizan distintos eventos. Está ubicada a 4 cuadras del Balneario de Quilmes.

#### Balneario
Se halla ubicado en la ribera del Río de la Plata. Allí se encuentran dos instituciones históricas, fundadas durante el auge turístico en la zona; el club Pejerrey y el Club Náutico de Quilmes.

##### Contaminación en la ribera de Quilmes: Fisura del poliducto de YPF
En el año 1988 se produjo una fisura en el poliducto de la empresa petrolera YPF en la intersección de La Av. Otamendi y Lafayette en la ciudad de Quilmes. Estos caños se ubican aproximadamente a 3 metros de profundidad y transportan hidrocarburos y combustible desde la refinería de YPF en el puerto de Dock Sud, Avellaneda, hasta la destilería de Ensenada, La Plata.

###### Posibles causas de la fisura
Nunca se supieron las causas de la fisura de ese caño ya que la empresa aseguraba que había sido perforado para robar combustible pero algunos vecinos manifestaban que se había fisurado por ser un caño muy antiguo y desgastado.

###### Desatención de la empresa y crecimiento de las napas
La empresa Repsol-YPF no realizó los trabajos adecuados de reparación y saneamiento de la zona y el año 2002 las napas subterráneas de agua subieron su nivel dejando a la vista una mancha de 40.000 metros cúbicos de agua mezclada con hidrocarburos en las tierras cercanas al club de ciclista.

###### Reclamo de la comunidad
En el año 2002, un grupo de vecinos comienzan a organizar un reclamo a la empresa y al gobierno del municipio de Quilmes porque empezaron a manifestarse síntomas de enfermedades. Debido a la convivencia con estos materiales se presentaron casos de cáncer, malformaciones, tumores, y enfermedades de la piel y respiratorias, sarpullidos, vómitos, constantes dolores de cabeza y llagas en la piel. En 2008 el grupo de vecinos pidió colaboración a la cátedra de Toxicología y Química Legal de la Facultad de Farmacia y Bioquímica de la Universidad Nacional de La Plata para que estudie la situación de las personas y descubrió que las muestras de orina seccionadas tenían una gran presencia del elemento químico benceno, altamente cancerígeno, que está muy presente en algunos combustibles. Si bien la empresa no asumió la responsabilidad de estas enfermedades al manifestar que las mismas se deben a la situación de vida de marginalidad de los habitantes, la aparición de las mismas se da en el mismo momento en que sucede el derrame de combustible. Ante el reclamo de los vecinos y vecinas se da inicio a un proceso judicial para establecer responsabilidades acerca de este suceso.

###### Última fisura del poliducto
En el año 2017 a través de denuncias de habitantes de la zona, se supo que nuevamente se había fisurado el poliducto que transporta hidrocarburos.

#### Club Náutico de Quilmes
Fue fundado el 2 de abril de 1921.
Cuenta con un canal de acceso de aproximadamente 600 metros de largo por 100 ancho y dos escolleras de piedra.
Es apto para la navegación deportiva y se brindan diferentes tipos de cursos.
Posee piletas y quinchos a disposición del público.

#### Parque de la Ciudad "Padre Obispo Jorge Novak"
Ocupa un predio de aproximadamente 100.000 m² y limita al norte con el estadio del Quilmes AC.
Cuenta con un anfiteatro con capacidad para 3000 espectadores, apto para shows musicales.
Llama la atención el diseño de sus caminos internos, que forman una espiral.

#### Polideportivo Municipal Reinaldo Gorno
Se halla ubicado al lado del estadio de Quilmes (limitando con el mismo al sudeste) y ofrece instalaciones gratuitas para la práctica de diferentes deportes.

#### Peatonal Rivadavia
Es la calle comercial más importante de la zona y cuenta con una amplia oferta de primeras marcas. Se extiende a lo largo de seis cuadras y une la estación con la plaza principal. La séptima cuadra no es comercial, ya que es la compuesta por la Manzana Histórica y la mencionada plaza.
Fue declarada peatonal, de manera oficial, en 1977. Hasta el año 1995, conservaba aún las calles de asfalto y las veredas. Pero el 26 de agosto de ese año se remodeló completamente, convirtiéndola definitivamente en un paseo peatonal.

### Hotelería
La ciudad cuenta con tres hoteles de pasajeros. El más importante es el Ciudad de Quilmes Apart Hotel, que apunta a un público más exclusivo y está destinado principalmente al alojamiento de profesionales y ejecutivos.
Sobre la peatonal se encuentra el Poland Hotel, de perfil más popular. Es el más económico. Funciona en el edificio de 1943 que alguna vez fue el Hotel Astrid y que se ganó el título de "el primer edificio de la ciudad".
Por último, el hotel más nuevo y el primero de Quilmes Oeste: el Civasa Hotel. Fue inaugurado en el año 2014, tras remodelar un conocido edificio en el que funcionó la estación de servicio C.I.V.A.S.A., que además poseía un salón bailable en su planta alta. Ofrece diferentes tipos de servicios adicionales, (cuales?) para la comodidad de sus clientes.

### Gastronomía
La oferta gastronómica quilmeña es muy variada e incluye comida italiana, alemana, japonesa, china, mexicana y hasta de Medio Oriente. Existen dos polos gastronómicos principales, uno en el centro y otro en la zona norte, pero los locales pueden encontrarse a lo largo y ancho de toda la ciudad. Dentro de la cocina internacional, las casas de sushi (y comida japonesa en general) son las más abundantes, contabilizando al menos ocho. Sin embargo, las pastas italianas están presentes en los menús de la gran mayoría de los restaurantes, por lo que la cocina de ese país es una de las que predominan.
Entre la comida local son muy comunes las parrillas. Son alrededor de treinta y ofrecen principalmente asado. Otro de los platos preferidos e inflatables en cada establecimiento es la milanesa, pero ésta pelea el primer lugar con la pizza. Existen más de 70 pizzerías en la ciudad, en muchas de las cuales también se preparan empanadas.

#### Cafeterías, bares y heladerías
Son más de 40 cafeterías y bares, y al menos 35 heladerías. Entre los cafés-bares, están los tradicionales Jockey, Korner, Baltimore y Vía Veneto, e importantes cadenas como Café Martínez, Starbucks, The Coffee Store, Havanna, Bonafide y Balcarce.
Por el lado de las heladerías, tienen mayor relevancia las artesanales, que suelen producir helado del tipo italiano, como Rialto, que comenzó su historia en Italia (con otro nombre), para luego trasladarse a Quilmes, y la cadena El Piave, que arribó en 1961. La heladería más popular es El Polo, de 1930.
En los últimos años, la cadena cordobesa de helados industriales Grido, aterrizó en la ciudad y abrió cuatro sucursales, sumando una alternativa más económica al mercado.

## Arte y cultura

### Celebraciones y eventos
- Día de Quilmes: el 14 de agosto se celebra el aniversario de la ciudad, fundada en 1666. La programación (que se extiende durante la llamada "Semana de Quilmes") suele incluir un desfile cívico militar y tradicionalista, una maratón, la elección de la Reina de Quilmes y otros eventos artísticos, musicales y deportivos.

- La Noche de las Artes: se celebra desde el año 2009 en el mes de diciembre, en el trayecto que hay desde la Casa de la Cultura hasta el museo Roverano, sobre la calle Rivadavia. Consiste en la exposición de diferentes manifestaciones artísticas, convirtiendo las dos cuadras que ocupa en una galería de arte a cielo abierto. También incluye espectáculos en vivo.

- Festival de la Cerveza Artesanal: se lleva a cabo en el mes de diciembre en la Ribera, desde el año 2009. Se realizan espectáculos en vivo con bandas reconocidas y diferentes tipos de eventos. Entre las bandas musicales que ya han participado se encuentran Virus, Catupecu Machu, Salta La Banca y Botafogo, además de numerosas bandas locales.

- Feria de las Colectividades: más de 140 stands que ofrecen gastronomía y artesanías típicas de las diferentes nacionalidades. Tradicionalmente se realiza en la plaza Aristóbulo del Valle, aunque últimamente se mudó al Museo del Transporte.

- Festividad de San Mauro Abad: la Sociedad Católica San Mauro celebra, en el mes de marzo, su aniversario y la hermandad entre Quilmes y la localidad italiana San Mauro Castelverde. Para los festejos del año 2012, la ciudad recibió la visita del alcalde de San Mauro, Giovanni Nicolosi.

### Personalidades de la ciudad
Una importante cantidad de personas destacadas en diferentes ámbitos nacieron, vivieron o viven actualmente en Quilmes. Algunas partieron muy jóvenes hacia nuevos horizontes, otras llegaron y se radicaron a una edad más avanzada, pero todos ellas representan una parte de la historia de esta ciudad. Estas son algunas de esas personas (o grupos de ellas):

#### Artes plásticas
Uno de los artistas más representativos e importantes de la ciudad fue, sin dudas, Aldo Severi, famoso por sus retratos de la vida y los paisajes populares del país y, especialmente, de Quilmes. A pesar de haber nacido en el barrio porteño de La Boca, se radicó definitivamente a los once años en esta ciudad, que le sirvió como fuente de inspiración para sus principales obras.
Otro pintor con gran reconocimiento nacional e internacional fue Víctor Roverano, considerado el mejor retratista de Quilmes. Nacido en Barracas, llegó a la ciudad en la que se desarrolló artísticamente a los 10 años. Sus obras se exponen en importantes museos nacionales y en pinacotecas privadas de Europa y Estados Unidos. El Museo Municipal de Artes visuales lleva su nombre.
Pero si hablamos de las artes plásticas, no podemos olvidarnos de Carlos Morel, frecuentemente llamado "el precursor del arte argentino", título que lleva el libro escrito por Agustín Matienzo, descendiente del pintor.
Llegó a Quilmes a los 57 años y vivió en esta ciudad hasta su fallecimiento, 24 años después. Sus restos descansan en el cementerio municipal, ubicado en la localidad de Ezpeleta.
Otra artista plástica destacada de la ciudad es Hilda Paz, multipremiada artista y docente argentina.  
De igual modo, se destaca una artista joven y talentosa Marcela L. Ghilino, con pinturas figurativas en óleo y tintas.
Muralistas
La Municipalidad de Quilmes es una de las pocas que tiene una Dirección de Muralismo dentro de su Organigrama. El actual director es el reconocido artista plástico y muralista Juan Bauk, quien nació en Quilmes el 16 de noviembre de 1950. Su trabajo como muralista y gestor cultural le ha valido el reconocimiento nacional e internacional. También se desempeña como docente del Taller de Muralismo de la Secretaría de Cultura de Berazategui y como Delegado General del Movimiento Regional de Muralistas de Argentina.
Otros muralistas reconocidos son Gabriel Quipildor y Rubén Marcelo Minutoli.

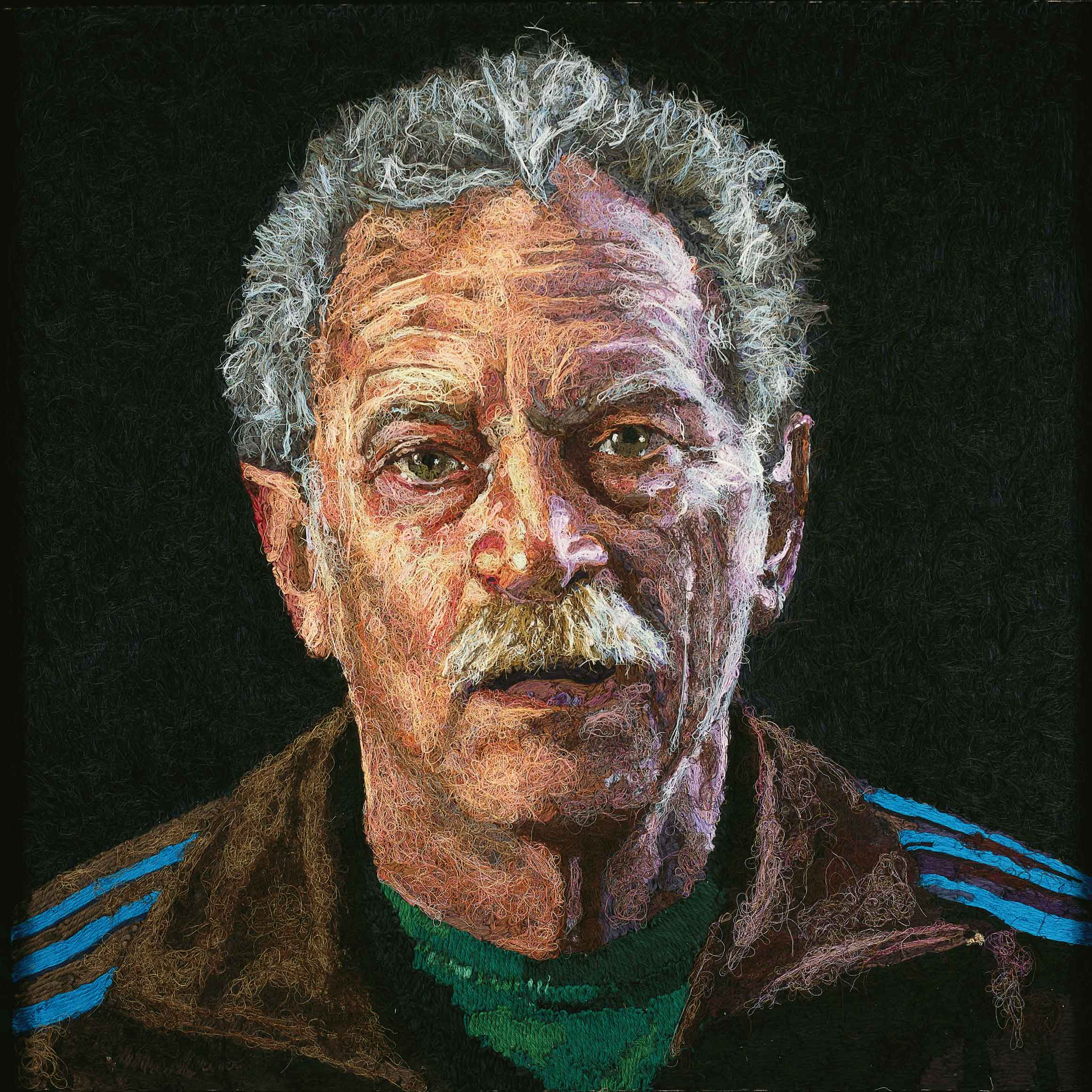
Rodolfo Fogwill, representado artísticamente por Mondongo.

#### Literatura
Entre los escritores más reconocidos se encuentran:
- Rodolfo Fogwill, ganador de la Beca Guggenheim en 2003 y del Diploma al Mérito de los Premios Konex, en 2004. Se destacan sus textos Los Pichiciegos (1983) y Muchacha punk (1992).
- Washington Cucurto, poeta, narrador y editor, cuya obra se centra en las minorías y los marginales.
- Adriana Ballesteros, especializada en lingüística y literatura infantil.

#### Derecho
- Axel Rodríguez, abogado, versero del arrabal. No miró una sola película en su vida.

#### Música
La música es una parte importante de la cultura quilmeña y muchos de los artistas de esta área han tenido éxito en todo el país y en el extranjero.
Tal vez el grupo musical de mayor relevancia sea Vox Dei. Entre sus miembros fundadores se hallaba Ricardo Soulé, quien en 1974 dejó la banda para iniciar su carrera como solista, aunque regresó varias veces, siendo la última en el año 2013. En la actualidad, una de las bandas más populares del país es Kapanga, que mezcla diferentes géneros musicales como rock and roll, cuarteto, ska y reggae.
Otros músicos destacados son los compositores Bebu Silvetti, Daniel Binelli, Julio Lacarra y María Becerra

#### Deportes
Quilmes tiene representación en diferentes deportes, por ejemplo:
- Mariné Russo, exjugadora de hockey, múltiple campeona con Las Leonas.
- Maravilla Martínez, boxeador, campeón del mundo.
- Elke Karsten, jugadora de la selección argentina de balonmano, elegida como la mejor deportista de Quilmes en el 2015.

#### Otros
Maureen Dunlop de Popp, nacida en Quilmes en 1920, participó en la Segunda Guerra Mundial como piloto de la Royal Air Force del Reino Unido. Llegó a ser tapa de revista en 1944 y fue instructora de vuelo en Aerolíneas Argentinas.

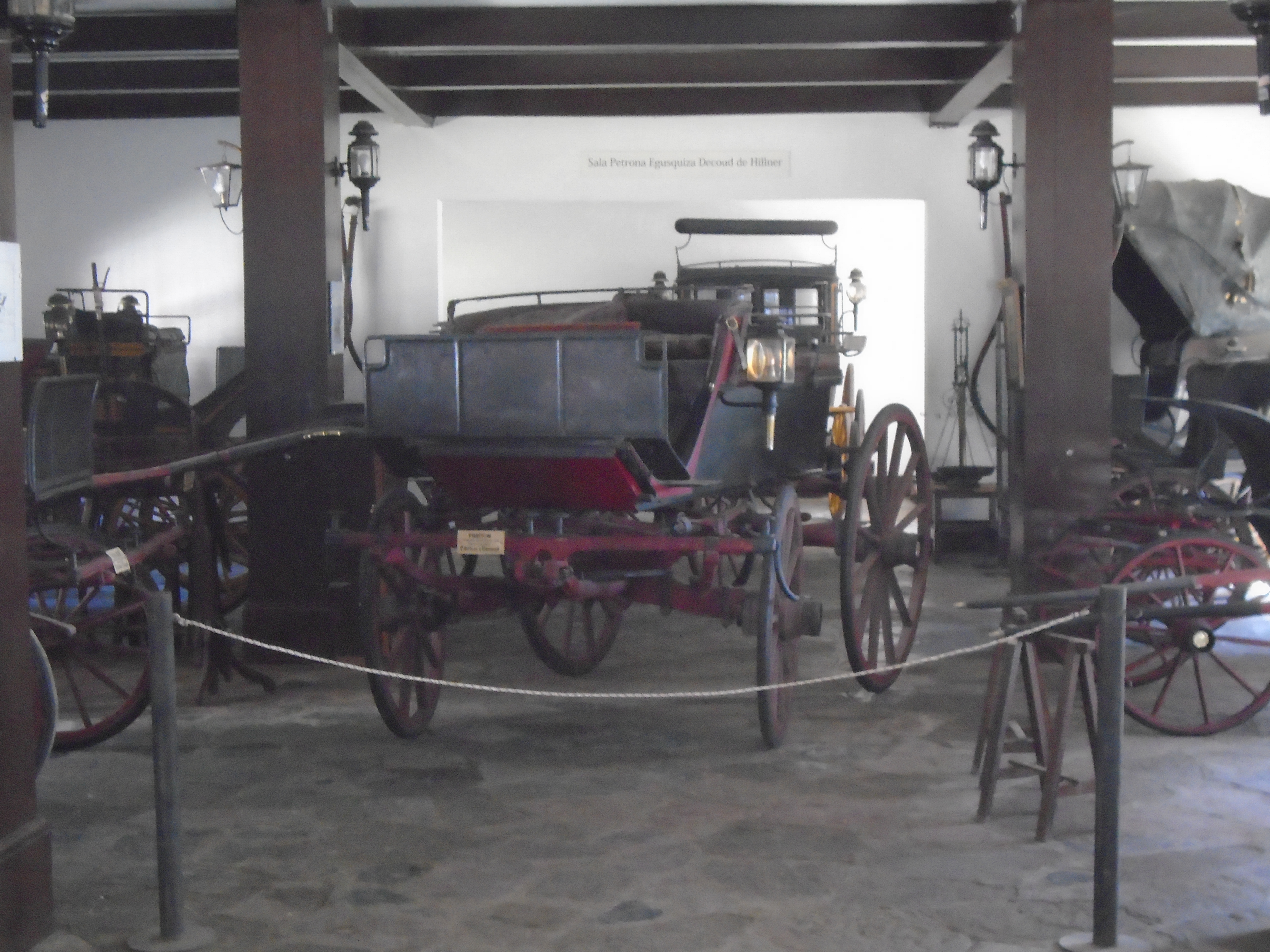
Sala de carruajes en el Museo Histórico del Transporte (Quilmes).

### Equipamientos culturales

#### Museos
- Museo Municipal Histórico Fotográfico de Quilmes "Gerónima Irma Giles y Gaete de Mayol": Conserva la historia fotográfica del partido, con muestras permanentes y rotativas que reflejan el pasado cultural quilmeño. Reúne imágenes de todos los ámbitos de la sociedad a lo largo de las diferentes épocas, como ser la arquitectura, el transporte y las costumbres.[47] Fue el primer museo fotográfico de la República Argentina, inaugurado el 5 de julio de 1986.[48]

- Museo Histórico del Transporte "Carlos Hillner y Decoud": Fue creado el 6 de agosto de 1963, dos años después del fallecimiento del filántropo Carlos Hillner y Decoud, quien había entregado en legado su colección de carruajes a la provincia de Buenos Aires. Pasó a la jurisdicción quilmeña por decisión de la provincia, el 5 de abril de 1978. El museo atesora diecisiete carruajes del siglo XIX, además de otros carros históricos, maquetas de navíos y pequeñas embarcaciones.[48][47]

- Museo de Artes Visuales "Víctor Roverano": Fue fundado el 30 de octubre de 1944, originalmente para la exhibición de las obras de la Escuela Municipal de Bellas Artes. Actualmente cuenta con más de 400 obras (incluyendo esculturas, grabados y dibujos) que van desde el siglo XIX hasta la actualidad. Además de la exposición de obras propias, se realizan muestras temáticas, individuales y colectivas de diversos artistas.[48][47]

#### Teatros

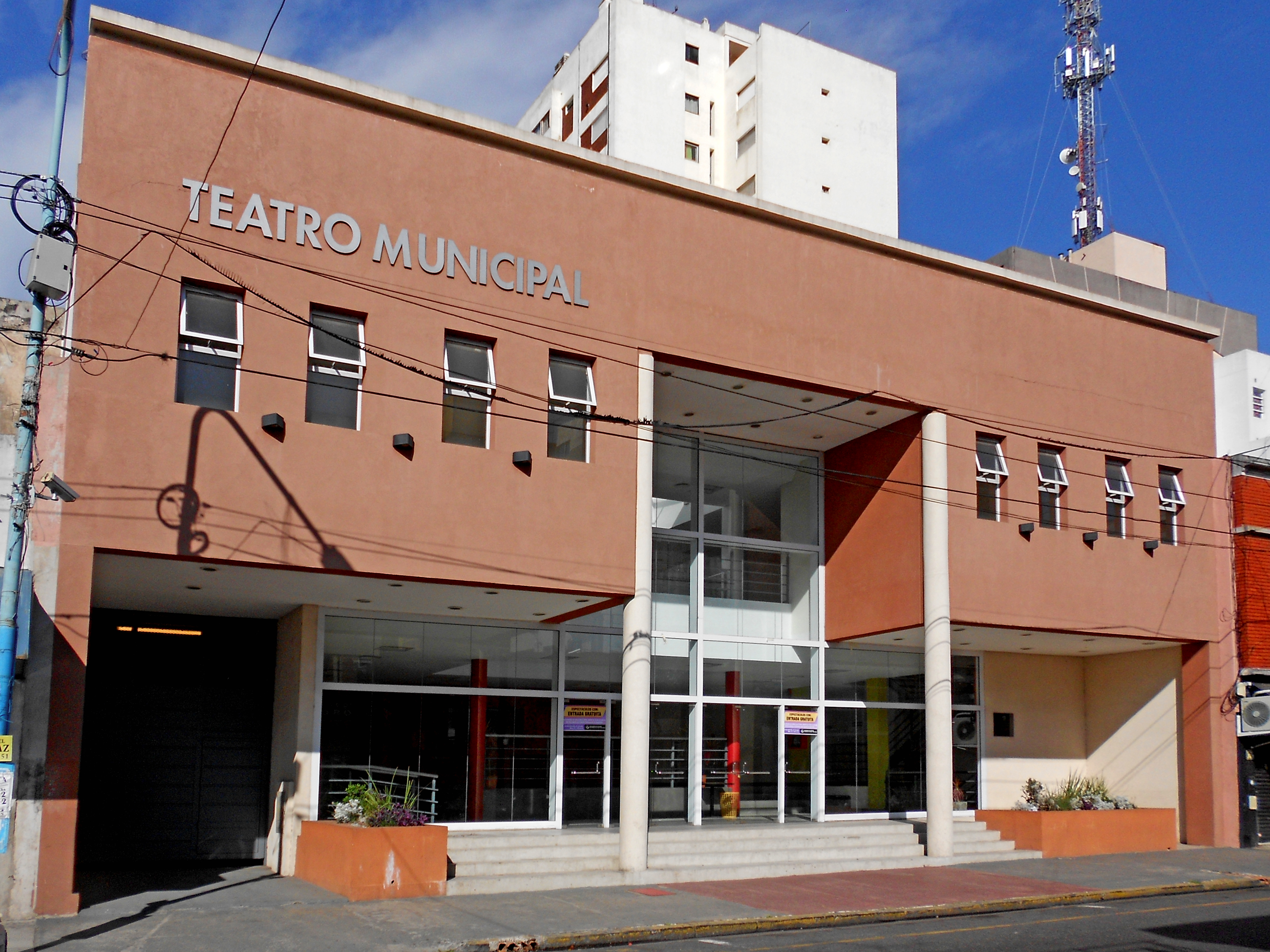
Teatro Municipal de Quilmes.

- Teatro Municipal: posee una sala con capacidad para 600 espectadores (150 plateas).[49]
- Teatro Cervantes: sala con capacidad para 473 espectadores (399 plateas y 74 pulman). Cuenta con pantalla para proyecciones.[50]
- Casa de la Cultura
- Casa de Arte Doña Rosa: cuenta con una sala para 120 espectadores y café-concert. También se realizan exposiciones de arte.[51]
- Sociedad Italiana Cristóforo Colombo: fue creada en 1878. Contó con un monumental cine-teatro hasta el año 1969, cuando fue demolido y sustituido por una torre de 21 pisos. Actualmente ocupa los primeros pisos de esa torre.[52]
- Círculo Médico de Quilmes: presenta obras de teatro y ciclos de cine.
- Centro Cultural Artenpié
- Colegio de Abogados de Quilmes: posee un auditorio apto para presentaciones teatrales.
- Escuela Municipal de Bellas Artes
- Teatro Polaridades
- Estudio de formación artística integral y Teatro, Estudio Arriba*

#### Cines

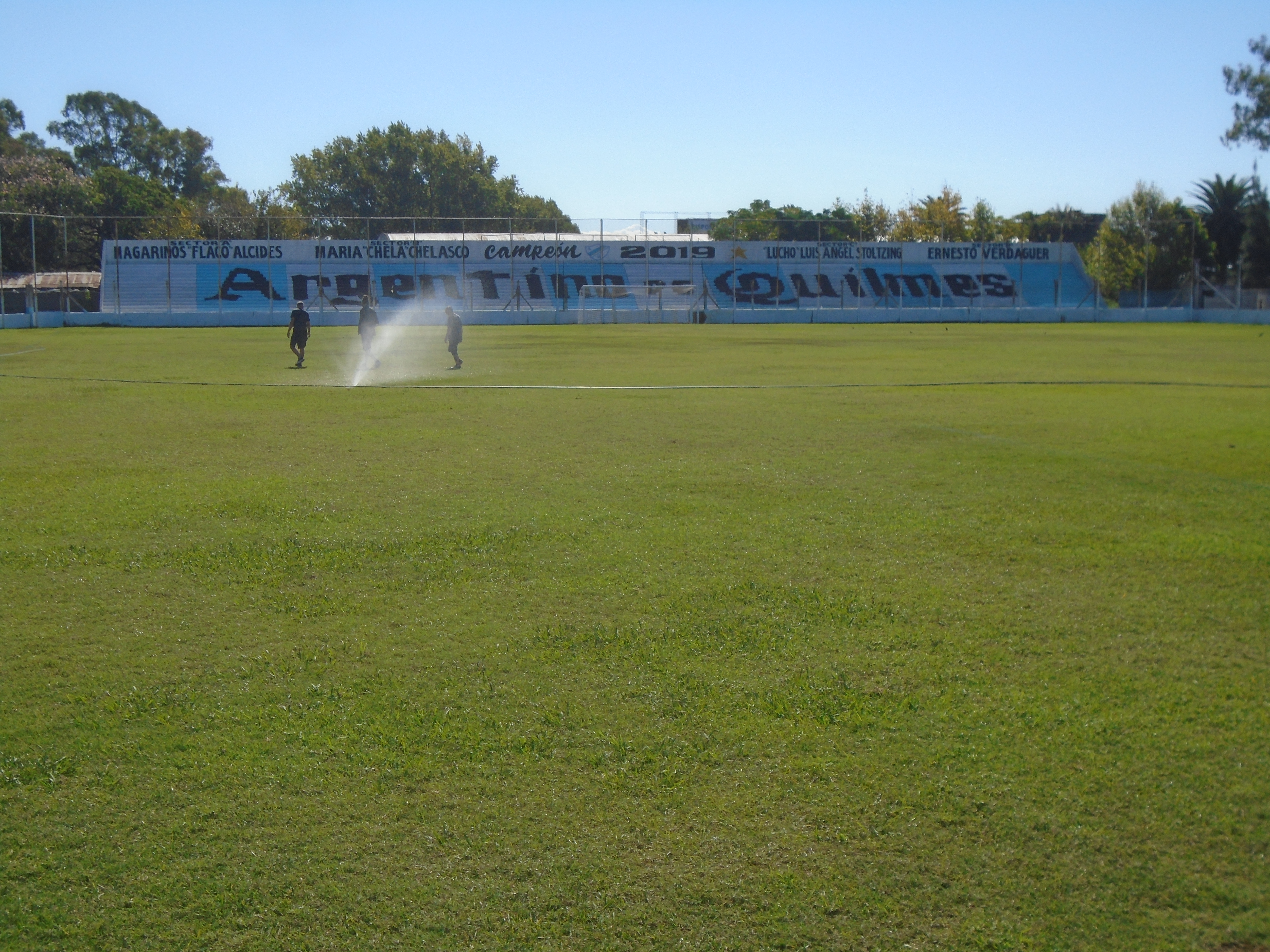
"Estadio de la Barranca Quilmeña" (Club Argentino de Quilmes).

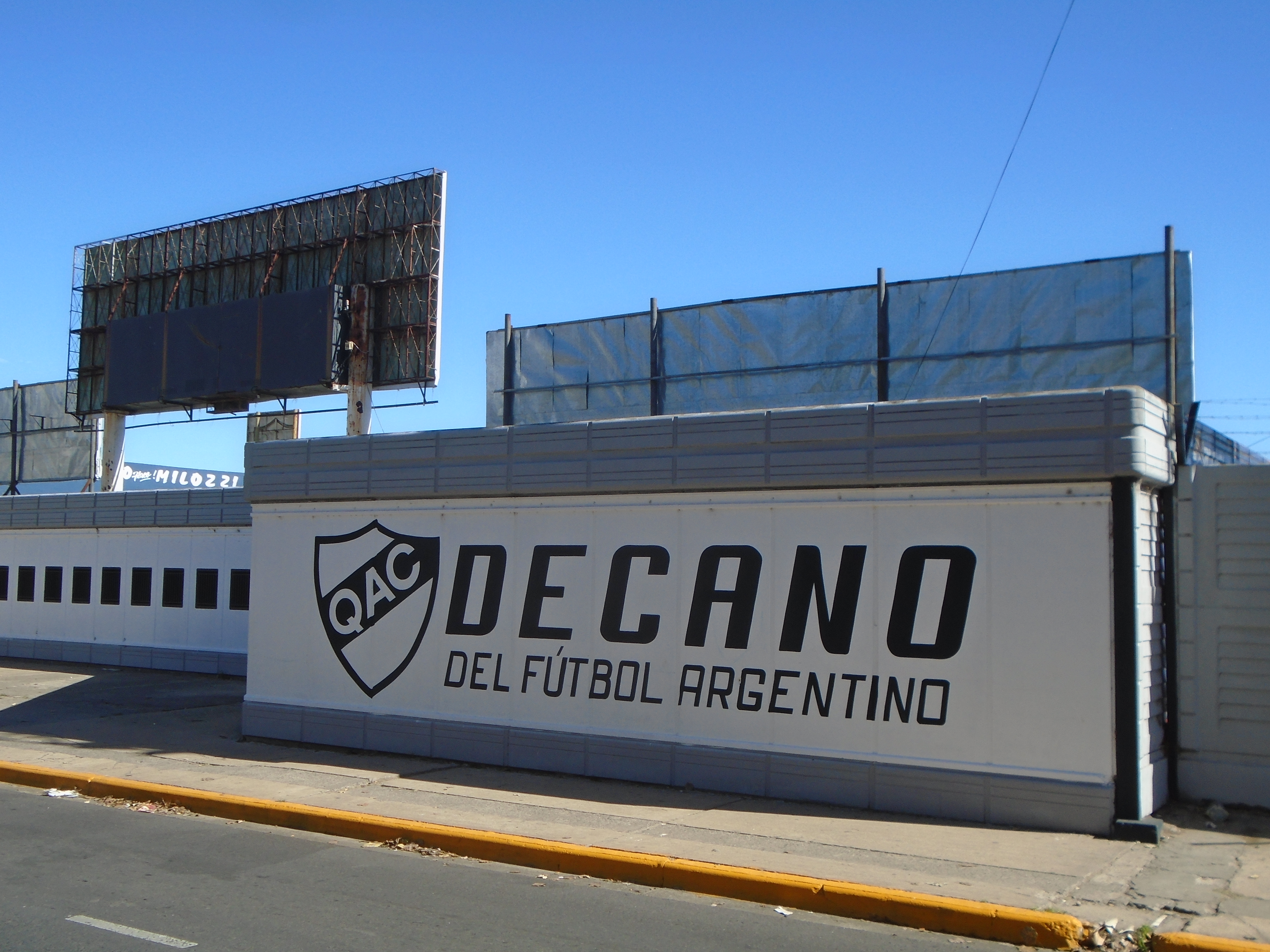
Vista exterior del estadio Centenario (Quilmes Atlético Club).

- Complejo Hoyt's Quilmes Factory
- Showcase Cinemas Quilmes

## Deporte

### Fútbol
La ciudad de Quilmes es sede de dos equipos profesionales: el Quilmes Atlético Club, que juega en la Primera B Nacional y el Club Atlético Argentino de Quilmes, participante de la Primera B Metropolitana.
El Quilmes Atlético Club, ha conseguido tres títulos a lo largo de su historia, de los cuales dos pertenecen a la Primera División: el primero en la era amateur, obtenido en 1912 y el segundo ya en el profesionalismo, en 1978. El tercer título fue la Copa de Honor, de 1908, también en el amateurismo.
El logro más importante del club Argentino de Quilmes, fue ascender a Primera División en 1938, ganándole las dos finales a su clásico rival. Tiene el honor de haber sido el primer club del país fundado por argentinos, el 1 de diciembre de 1899.

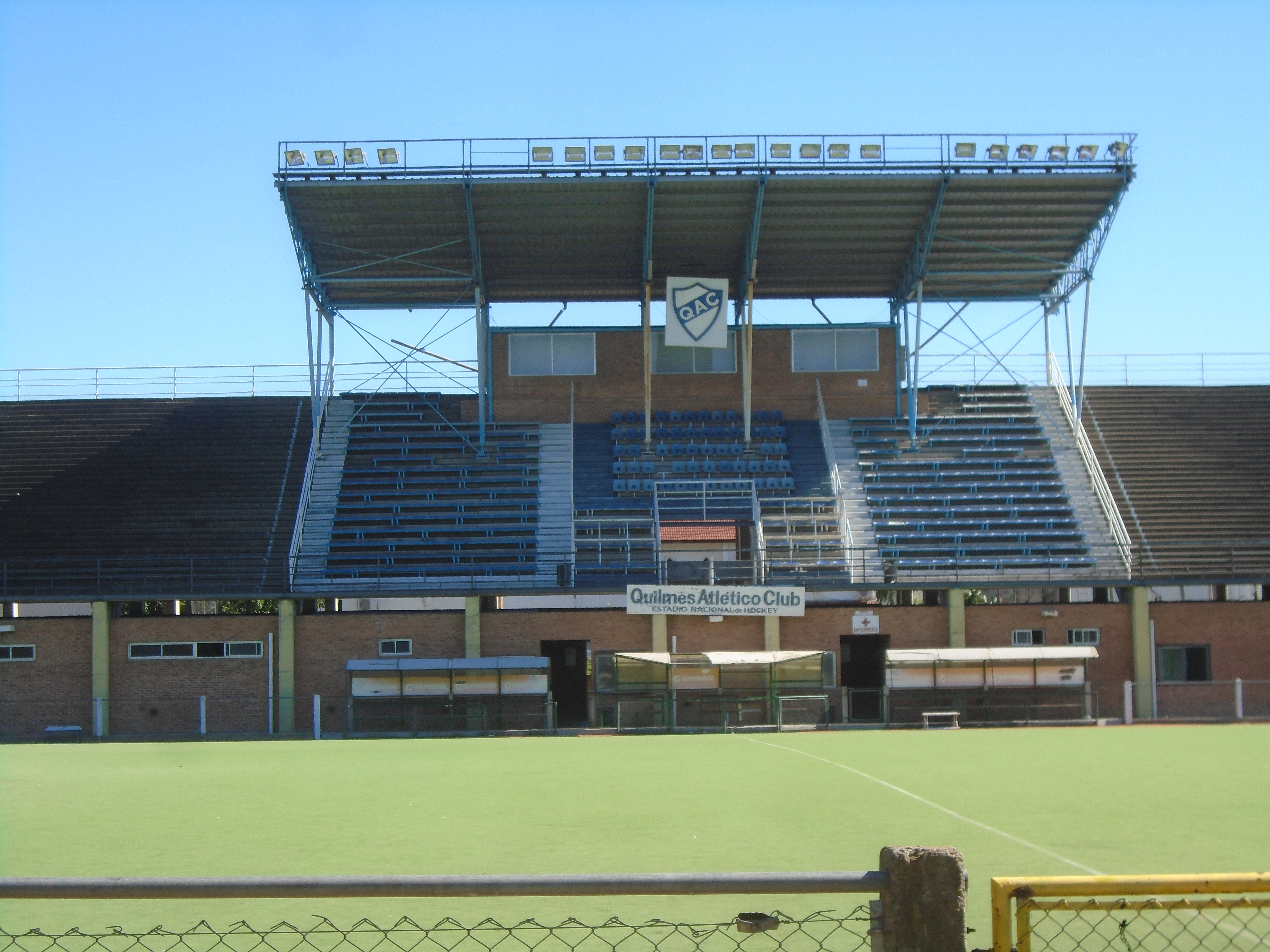
Estadio de Hockey de Quilmes.

### Hockey
El Quilmes Atlético Club también cuenta con un equipo de hockey con representación masculina y femenina. Los hombres consiguieron 16 campeonatos nacionales, en tanto que las mujeres se adjudicaron 17.
Junto al estadio Centenario de Quilmes, se encuentra el Estadio Nacional de Hockey, donde hacen de local las selecciones nacionales masculina y femenina.
Este predio albergó el Champions Trophy de hockey sobre césped femenino de 2007 y el Champions Challenge de hockey sobre hierba masculino de 2012.

### Otros deportes
En el rugby, actualmente el equipo más importante es el Círculo Universitario de Quilmes, quien juega el clásico de la ciudad contra el Ateneo Don Bosco Rugby.
El Old Georgian Club, fundado por exalumnos del St George's College de Quilmes en 1908 y con sede principal en el barrio porteño de Palermo, tiene su campo de juego en el colegio quilmeño. Este club participó de varios torneos profesionales en sus comienzos y obtuvo tres títulos, lo que le valió el reconocimiento como "la mejor academia de rugby del país", en una publicación del diario La Prensa. Pero por diversas razones se vio obligado a dejar la práctica del rugby en 1978. Resurgió definitivamente en el 2011 y participa como invitado en los torneos de la URBA.
Además de Quilmes y Argentino de Quilmes, existen otros 33 clubes de barrio, con actividades centradas principalmente en el básquet y la natación.

## Medios de comunicación

### Radios
| MHz       | Nombre de la radio FM                    |
| --------- | ---------------------------------------- |
| 87.5 MHz  | FM América                               |
| 87.7 MHz  | FM La Hermosa                            |
| 88.1 MHz  | La Radio de Tu Ciudad                    |
| 88.5 MHz  | FM Mía, FM Gente Nueva                   |
| 88.9 MHz  | FM Sur                                   |
| 89.1 MHz  | FM del Bosque                            |
| 89.7 MHz  | FM Compartiendo                          |
| 90.3 MHz  | FM Hope                                  |
| 90.7 MHz  | FM Stylo                                 |
| 90.9 MHz  | FM Ser                                   |
| 91.1 MHz  | Radio Novak                              |
| 91.3 MHz  | Radio A (Avellaneda) (emisora cristiana) |
| 91.5 MHz  | FM RK, UNQ Radio                         |
| 92.1 MHz  | FM Identidad Sur                         |
| 92.3 MHz  | FM Victoria                              |
| 92.9 MHz  | FM Spectra, FM Titanium                  |
| 93.5 MHz  | Radio FMQ                                |
| 93.7 MHz  | FM Wen                                   |
| 94.7 MHz  | FM Ahijuna                               |
| 95.3 MHz  | FM RDB                                   |
| 95.7 MHz  | FM Planeta                               |
| 96.1 MHz  | FM Plus                                  |
| 96.3 MHz  | FM Bolivia                               |
| 97.1 MHz  | FM Elit                                  |
| 97.3 MHz  | FM Cardinal                              |
| 98.5 MHz  | (emisora cristiana)                      |
| 99.5 MHz  | FM One                                   |
| 100.5 MHz | FM La Máquina                            |
| 101.3 MHz | FM Sion                                  |
| 102.1 MHz | FM Ñandutí                               |
| 102.5 MHz | FM CLS                                   |
| 102.9 MHz | Radio Vox                                |
| 103.5 MHz | Open Radio                               |
| 103.9 MHz | Radio Fan                                |
| 104.9 MHz | FM Avivamiento                           |
| 106.5 MHz | Radio Quilmes FM                         |

## Medios gráficos
Edición impresa:
- El Sol, fundado por José Antonio Blanco el 1 de noviembre de 1927. Entregaba los premios Sol de Oro a personalidades del distrito y la provincia. Sale a diario
- Perspectiva Sur, fundado en 1982 y desde entonces dirigido por el pastor evangélico Raúl Caballero. Sale a diario
- Diario 5 Días Dirigido por José Haro desde que se fue de Perspectiva Sur, donde era secretario de Redacción. Sale a diario.
- El Suburbano Fue fundado por Adrián Carlos Di Nucci el 25 de mayo de 2000. Semanario en papel y digital.

Edición digital:
- La Mirada de Quilmes Oeste
- Quilmes a Diario Pedro Navarro
- El Editorial Jorge Módica
- Quilmes Hoy (2015) Maximiliano Blanco
- CPB
- Centro Informativo Quilmes (2019) Alberto Moya

## Ciudades hermanas
Quilmes ha llevado a cabo diversos hermanamientos con diferentes ciudades, regiones y comunidades:
- Comunidad India Quilmes, Argentina[53]
- San Mauro Castelverde, Italia[54]
- Playa, Cuba (2000)[53]
- Tarija, Bolivia (2000)[53]
- Nanchang, China (2008)[53][55]
- Isla Mujeres, México (2009)[53][56]
- Stilo, Italia (2009)[53]
- Canoas, Brasil (2012)[53]
- Barquisimeto, Venezuela (2012)[57]
- Colonia del Sacramento, Uruguay (2014)[58]

- Mianyang, China (2022).

Se ha firmado, además, un Protocolo de Intenciones con el objeto de establecer una relación con la ciudad de São Paulo, Brasil.

## Parroquias de la Iglesia católica en Quilmes
| Diócesis   | Quilmes |
| ---------- | --- |
| Parroquias | Catedral Inmaculada Concepción, Sagrado Corazón de Jesús, San José, Nuestra Señora de Luján, Santa María Magdalena, La Anunciación del Señor, Exaltación de la Santa Cruz (las 7 en Quilmes Este), Nuestra Señora del Perpetuo Socorro, Nuestra Señora de Lourdes, Nuestra Señora del Carmen, San Pablo Apóstol, San Martín de Tours, Jesús de la Divina Misericordia, Santa Rosa de Lima, Santa Clara de Asís, San Jorge, San Cayetano, Jesús El Buen Pastor, Nuestra Señora de Luján (las 12 en Quilmes Oeste) |